# Invasions japoneses de Corea (1592-1598)
Les invasions japoneses de Corea van ser un conflicte bèl·lic desenvolupat entre 1592 i 1598 en el qual es van veure implicats tres països asiàtics: el Japó, la Xina i Corea. El regent japonès Toyotomi Hideyoshi, un dels «grans pacificadors del Japó», va decidir conquerir la Xina, motiu pel qual va demanar l'assistència de la dinastia Joseon, així com el lliure trànsit a través de la península de Corea. Com que Corea era un país vassall de la dinastia Ming, la petició va ser rebutjada. Hideyoshi va començar a preparar les tropes i va convocar els diferents dàimios (senyors feudals) per a la invasió del país, la qual començà el 1592.
Després d'un ràpid i eficaç avanç de les tropes japoneses pel territori coreà, la brillant campanya naval de l'almirall coreà Yi va aconseguir tallar el subministrament de recursos dels invasors, fet que els obligà a aturar-se. La milícia coreana, juntament amb la intervenció de l'exèrcit xinès, obligà al govern japonès a establir relacions de pau amb la Xina el 1593. Després que les peticions de Hideyoshi van ser denegades, la guerra va entrar en una nova fase el 1597, quan es van reprendre les hostilitats. El conflicte culminà finalment el 1598 amb la retirada total de les tropes invasores després de la mort de Hideyoshi.
Tot i que generalment se les considera com dues invasions aïllades, en realitat hi va haver presència japonesa durant el lapse entre aquestes dues invasions massives, motiu pel qual alguns historiadors consideren el conflicte com una sola guerra.
Aquest esdeveniment va ser el primer a Àsia a involucrar exèrcits amb un elevat nombre de soldats portant armes modernes i va comportar greus danys per a Corea. Aquest país va patir una pèrdua del 66% en les terres cultivables i el segrest d'artesans i acadèmics que van ser portats en contra de la seva voluntat al Japó, minvant el desenvolupament de la ciència en aquell país. Una altra pèrdua important va tenir lloc en l'aspecte històric i cultural, ja que es van cremar molts documents oficials i diversos palaus imperials a Seül. La Xina va patir un gran impacte en les seves finances i, en conseqüència, la dinastia Ming va quedar significativament afeblida, la qual cosa va facilitar l'ascens al poder de la dinastia Qing.
Aquest conflicte armat és conegut per diversos noms, entre els quals: Invasió de Hideyoshi de Corea, Guerra dels set anys, Guerra Renchen per defensar la nació o Guerra Imjin. L'enfrontament rep aquests dos últims noms a causa del fet que es van desenvolupar durant l'any conegut com a Renchen o Imjin del cicle sexagenari de la Xina i Corea respectivament.

## Origen del nom
A Corea la primera invasió va ser coneguda com a «Rebel·lió de pirates japonesos d'Imjin'» (Imjin Waere) -ja que el 1592 fou l'any Imjin (임진), d'acord amb el cicle sexagenari -. La invasió mai va ser etiquetada pels historiadors coreans de l'època com a «guerra», ja que consideraven al seu país un poble superior al japonès. La segona invasió va ser coneguda com a «Segona guerra de Jeong-yu».
En el bàndol japonès la primera invasió va ser coneguda com a «Guerra de Bunroku» (文禄の役, Bunroku no eki), a causa del fet que va ser precisament durant l'era japonesa Bunroku (1592-1596) quan es va dur a terme. La segona invasió va ser coneguda com a «Guerra de Keichō» (慶長の役, Keichō no eki?).
A la Xina la guerra és coneguda com a «Guerra Renchen per defensar la nació» (pel mateix motiu que a Corea, el nom de l'any corresponent al 1592 en el cicle sexagenari és conegut en aquell país com Renchen) o com a «Campanya de Wanli a Corea», en honor de l'emperador regnant.

## Història

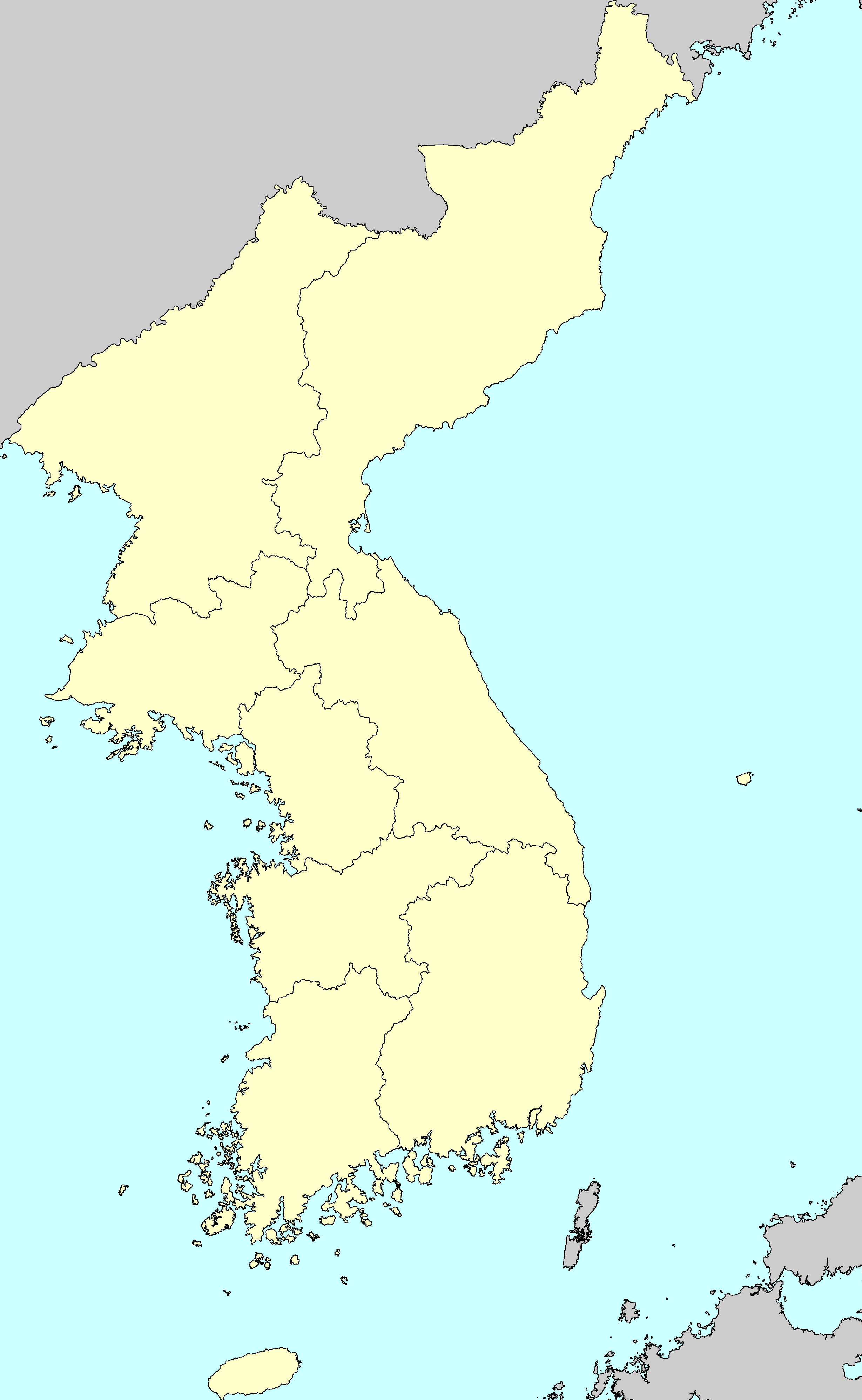
Ubicació de les vuit antigues províncies de Corea: Pyongan, Hamgyong, Hwanghae, Gangwon, Gyeonggi, Chungcheong, Gyeongsang i Jeolla.

### Context

#### Corea i la Xina abans de la guerra
El 1392, el general coreà Yi Seong-gye va liderar un cop d'estat per enderrocar el rei U de la dinastia Goryeo, establint així la dinastia Joseon. Aquesta dinastia va rebre el reconeixement de la Xina i la va integrar al sistema tributari sota el precepte conegut com a «Mandat del Cel», filosofia mitjançant la qual justificaven la legitimitat o il·legitimitat d'un govern.
Tant la dinastia coreana Joseon com la Ming de la Xina compartien molts aspectes: les dues van emergir durant el segle xiv a la caiguda del govern mongol, totes dues van establir els principis del confucianisme com un ideal de societat i govern, a més lluitaven en contra de similars amenaces estrangeres (com els pirates yurchen o els pirates wako japonesos). Internament, tant la Xina com Corea patien de disputes entre les diverses faccions polítiques. Aquest factor tindria una influència considerable en les decisions preses pel govern coreà abans de la guerra i les preses pel govern xinès durant ella. La mútua dependència econòmica dels dos països, així com tenir enemics en comú resultà en una relació amistosa i pròspera entre ells.

#### Els preparatius de Hideyoshi

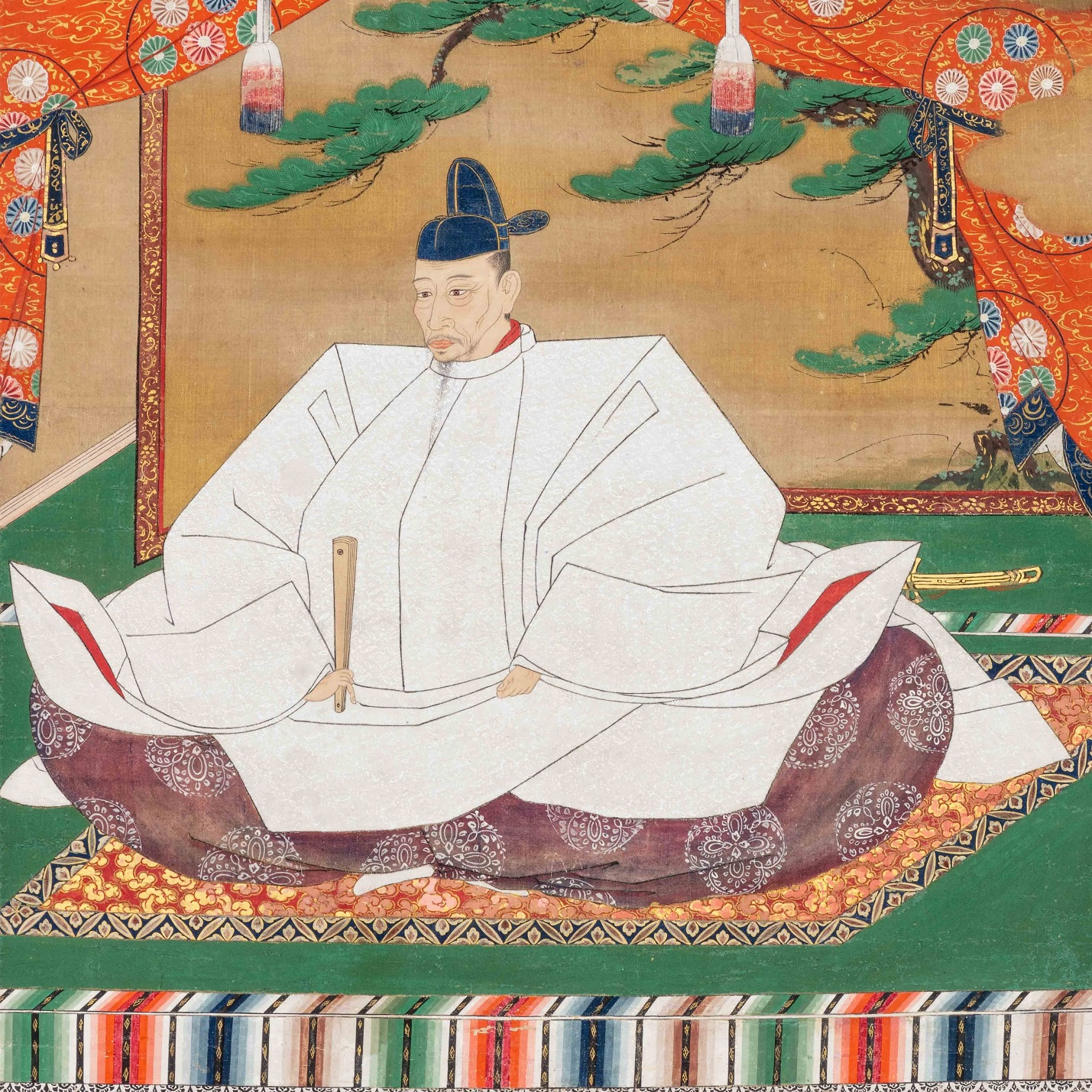
Retrat de Toyotomi Hideyoshi, dibuixat el 1601.

Cap a finals del segle xvi, Toyotomi Hideyoshi, seguint els passos del seu antic senyor, Oda Nobunaga, havia aconseguit unificar Japó momentàniament, el qual significà un breu període de pau. Com que Hideyoshi no tenia una ascendència real ni procedia de cap dels clans japonesos històrics, mai li va ser atorgat el títol de shogun (将軍), a canvi, va rebre un títol menor: el de kanpaku (関白, lit. regent). Per això va buscar legitimar el seu govern a través del poder militar i alhora disminuir la dependència cap a l'emperador del Japó. Algunes fonts asseguren que Hideyoshi va planejar la invasió a la Xina per complir la missió de Nobunaga. Una altra de les possibles motivacions de Hideyoshi va ser la de subjugar dels estats menors veïns (per exemple Ryukyu, Luzon, Taiwan i Corea).
La derrota del clan Hōjō tardà el 1590 va portar finalment al país a una segona etapa de «pacificació», per la qual cosa Hideyoshi va començar els preparatius per a la següent batalla. A començaments de març del 1591, el dàimio de Kyūshū va construir el castell Nagoya, el qual estava planejat per ser el centre de mobilització de les tropes invasores. El 1592 Hideyoshi envià una carta a les Filipines demandant-li tribut i assegurant que el Japó ja en rebia de Corea i del regne de Ryukyu.
Com a preparatiu per a la guerra, des de començaments del 1586 s'havia començat la construcció de 2.000 vaixells. Per fer-se una idea de la força militar coreana, Hideyoshi va enviar una força d'atac de 26 vaixells a la costa del sud de Corea el 1587. D'aquest atac va concloure que l'armada coreana era incompetent. En el camp diplomàtic, Hideyoshi va tractar d'afavorir relacions amistoses amb la Xina i va ajudar a vigilar les rutes de comerç en contra dels pirates wako.

#### Relacions diplomàtiques entre el Japó i Corea

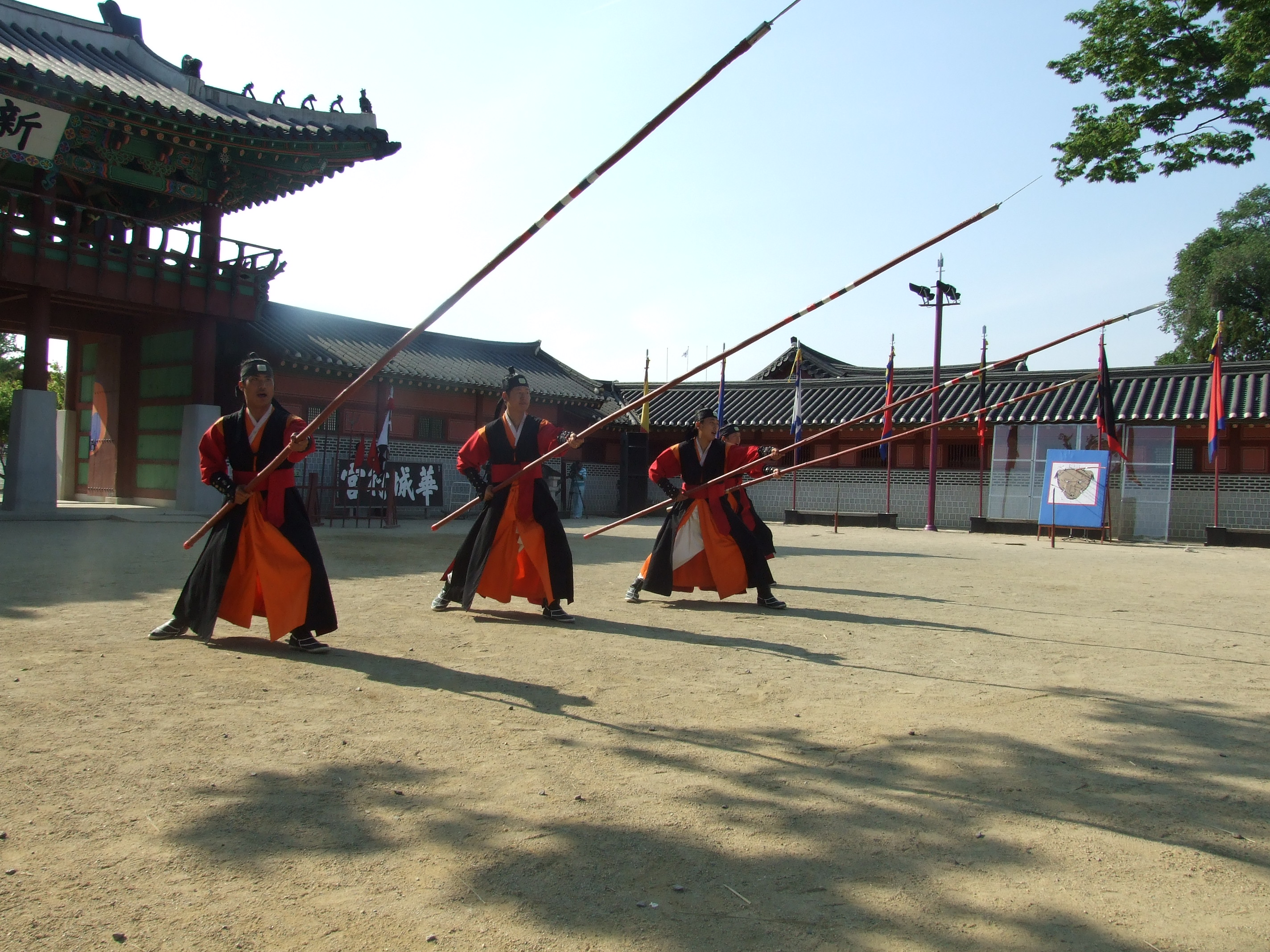
Vestimenta utilitzada a Corea durant el regnat de la dinastia Joseon.

El 1587, durant el regnat del rei Seonjo, Hideyoshi envià a Tachibana Yasuhiro a Corea amb l'objectiu de restablir les relacions diplomàtiques trencades des de 1555 a causa d'un gran atac pirata japonès. Amb el restabliment, Hideyoshi esperava poder induir a la Cort Yi per unir-se al Japó en una guerra contra la Xina. Yasuhiro -un samurai amb una actitud desafiant cap als oficials coreans i els seus costums, a les quals considerada com efeminades- no va tenir èxit en rebre la promesa de futures missions diplomàtiques per part de Corea. Al voltant de 1589, una segona ambaixada per part de Hideyoshi encapçalada per So Yoshitoshi (o Yoshitomo) va arribar a Corea i va obtenir garanties per a ser rebuts a canvi dels rebels coreans que s'havien refugiat al Japó.
L'abril de 1590, els ambaixadors coreans Hwang Yun-gil i Kim Saung-il, entre d'altres, van sortir cap a Kyoto, on van haver d'esperar per prop de dos mesos a què Hideyoshi conclogués la campanya d'Odawara en contra els Hōjō. Al seu retorn van intercanviar regals cerimonials i li van lliurar una carta del rei Seonjo. Hideyoshi havia suposat que els ambaixadors havien arribat per pagar vassallatge, de manera que no els van brindar el tractament oficial requerit en assumptes diplomàtics. Al final, els ambaixadors coreans li van demanar a Hideyoshi que respongués la carta del rei de Corea, de manera que van haver d'esperar 20 dies a la porta de Sakai. A la carta, Hideyoshi comunicà formalment la seva intenció que Corea se sotmetés al Japó i el recolzés en la seva guerra contra la Xina.
A la tornada dels ambaixadors, la cort Yi va mantenir una sèrie de discussions concernents a la invitació japonesa. Mentre Hwang Yun-gil lliurava a la Cort els seus càlculs referents a la força militar que realment tenia Japó, Kim Saung-il assegurava que l'amenaça de Hideyoshi no era real. Més encara, molts van considerar que el Japó no tenia la força suficient per a iniciar una guerra. Encara que el rei Seonjo va argumentar inicialment que els Ming havien de ser informats de les intencions japoneses, per evitar suspicàcies que poguessin comprometre el país com a aliat del Japó, al final van decidir esperar el curs dels esdeveniments.
En una tercera missió diplomàtica, els enviats del rei Seonjo van reprendre a Hideyoshi per atemptar contra el sistema tributari xinès. Hideyoshi va respondre amb una carta forta i irrespectuosa, la qual va ser ignorada a Corea pel fet que no havia estat lliurada en persona, segons els seus costums. Davant la segona negativa, Hideyoshi el 1592, va decidir armar les seves tropes per lluitar en contra de Corea. Aquest últim país, per la seva banda, considerava que l'intent d'invasió de Hideyoshi no seria més seriós que els atacs pirates que s'havia enfrontat amb anterioritat.

### Primera invasió (1592–1593)

#### Atacs inicials

##### Busan i Dadaejin
El matí del 23 de maig de 1592, la primera divisió de 7.000 soldats liderats per Konishi Yukinaga va sortir de Tsushima, arribant al port de la ciutat de Busan a la tarda. La flota coreana havia detectat amb anterioritat la flota japonesa, però Won Gyun, comandant de Gyeongsang, va desestimar la flota en considerar-la com a vaixells mercants en una missió. Un informe posterior on es notifica de l'arribada de 100 vaixells més va aixecar sospites, això no obstant, novament el general no va actuar davant l'amenaça. So Yoshitoshi desembarcà a la vora de Busan i preguntà novament als habitants per un passatge segur cap a la Xina i, davant la negativa de resposta, va decidir esperar l'endemà per assetjar la ciutat, mentre Konishi Yukinaga atacava el fort de Dadaejin.
Mentre que en el bàndol japonès assegurava que s'havien ocasionat entre 8.500 i 30.000 morts, cròniques coreanes asseguraven que el mateix exèrcit japonès havia patit considerables baixes abans de prendre la ciutat.

##### Dongnae

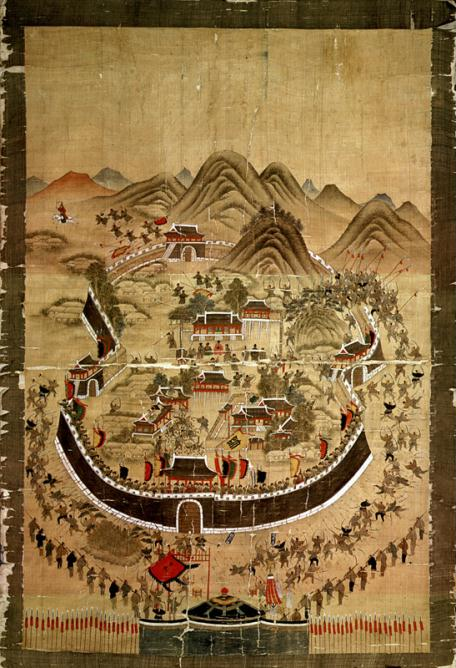
"Dongnaebu Sunjeoldo", pintura coreana de 1760 que representa la batalla de Dongnae.

La primera divisió va arribar a la fortalesa de Dongnae el matí del 25 de maig. La batalla va durar al voltant de dotze hores i després de donar mort a 3.000 homes del bàndol contrari els japonesos es van alçar amb la victòria. Hi ha una llegenda popular que relata part del que va passar amb el governador a càrrec, Song Sang-Hyeon, com a protagonista. Quan Konishi Yukinaga va exigir novament que els coreans permetessin a les tropes japoneses el pas per la península, el governador va contestar: «És molt fàcil per a mi morir, però difícil permetre'ls el pas». Tot i que els samurais japonesos es van acostar al seu lloc de comandament, Song va romandre assegut i mostrant absoluta dignitat. Es diu que quan un soldat japonès li va tallar el braç dret amb el qual sostenia el seu ceptre de comandament, Song va recollir el ceptre amb el braç esquerre, de manera que també li va ser tallat. Segons la llegenda, va procedir immediatament a recollir-lo de nou, ara amb la boca, i finalment va ser assassinat. Els invasors, impressionats per l'actitud del governador, van donar al seu cos un enterrament cerimonial digne.

##### Ocupació de la Província de Gyeongsang
La segona divisió de Kato Kiyomasa desembarcà a Busan el 27 de maig, mentre que la tercera divisió de Kuroda Nagamasa arribà a l'est de Nakdong el 28. La segona divisió va prendre la ciutat abandonada de Tongdo al següent dia de la seva arribada a terres coreanes i per al 30 de maig ja havien capturat Kyongju. La tercera divisió va capturar el castell de Kimhae, on van mantenir als defensors sota trets d'arma de foc, mentre construïen rampes mitjançant fardells de cultius per a introduir-se en la fortificació. El 3 de juny la tercera divisió va capturar Unsan, Changnyong, Hyonpung, i Songju. Mentrestant, la primera divisió de Yukinaga prenia la fortalesa de Yangsan després que els seus defensors fugissin després dels primers trets d'arcabús fets per l'avançada japonesa. Posteriorment, el dia 26 de maig, van prendre el castell Miryang. La primera divisió va assegurar la fortalesa de Cheongdo els següents dies, destruint així mateix la ciutat de Taegu. Per al 3 de juny, la primera divisió va creuar el riu Nakdong i va fer una escala a la muntanya Sons.

#### Resposta de Joseon
Després de rebre la notícia dels atacs japonesos, el govern Joseon va nomenar el general Yi Il comandant de les fronteres. Aquest últim es va dirigir cap a Myongyong, situat estratègicament al passatge Choryong per ajuntar les seves tropes, però va haver de viatjar fins a la ciutat de Daegu per reunir a tot el seu exèrcit. Una vegada que les tropes van estar completes, aquestes van tornar a Sangju, amb excepció dels supervivents de la batalla de Dongnae, que van romandre a la rereguarda del passatge Choryong.

##### Batalla de Sangju
El 4 de juny, el general Yi va comandar una tropa de menys de 1.000 soldats i es va situar en els alts dels petits turons amb l'objectiu d'enfrontar-se a la primera divisió que avançava cap a ells. En visualitzar una columna de fum, Yi suposà que es tractava d'algun incendi provocat per les forces invasores, motius pel qual va decidir enviar un explorador per assegurar-se. L'explorador, en acostar-se a un pont pròxim, va ser emboscat i decapitat per soldats japonesos, que van desmoralitzar en gran manera als soldats coreans. Moments després, va començar el que seria conegut com la batalla de Sangju, amb l'atac amb armes de foc per part dels japonesos i la resposta de les tropes coreanes amb sagetes que es quedaven curtes de distància. Les forces japoneses es van dividir en tres: una per atacar el front, mentre que les altres dues van atacar els flancs. La batalla va finalitzar quan el General Yi va decidir fugir, comptabilitzant 700 baixes.

##### Batalla de Chungju

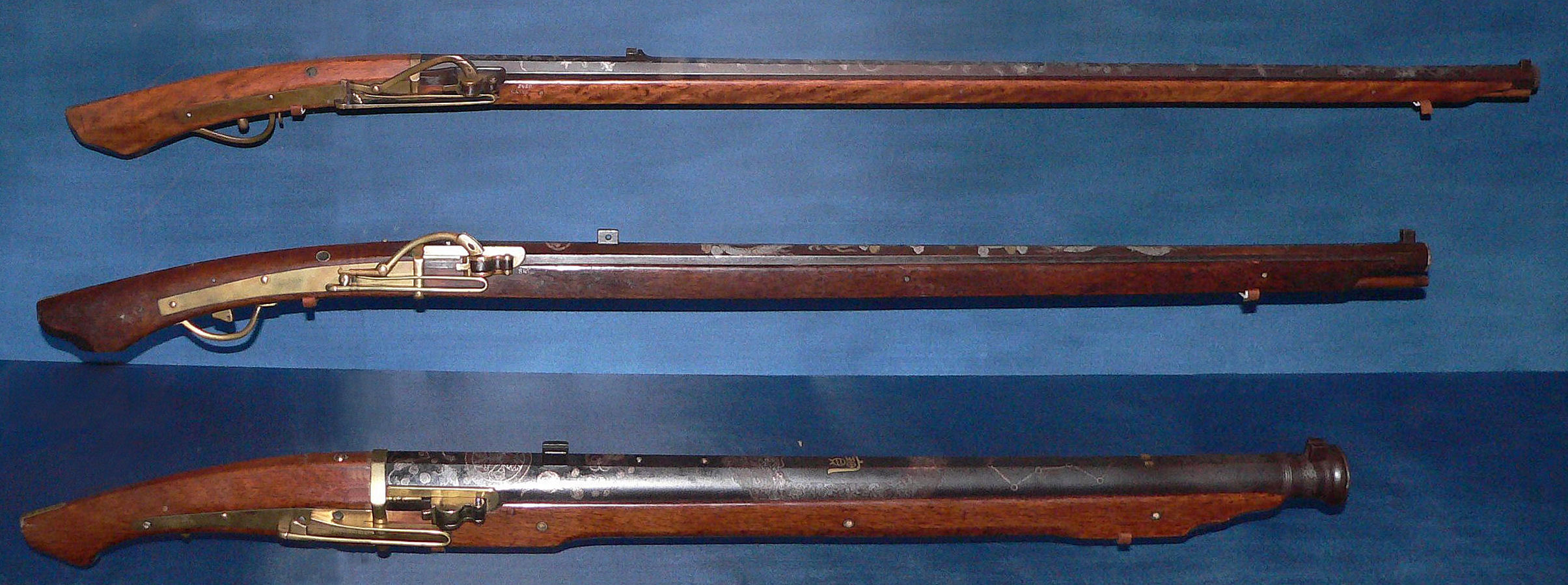
Arcabús japonès del període Edo.

Després de replegar-se, el general Yi va planejar utilitzar el passatge Choryong per vigilar l'avanç de l'enemic. No obstant això, el comandant Sin Rip va arribar a l'àrea amb una divisió de cavalleria, de manera que les tropes, estimades en 8.000 homes, es van desplaçar cap a la fortalesa Chungju, la qual es trobava per sobre del passatge. El general Sin Rip va decidir llavors enfrontar-se en camp obert amb l'exèrcit invasor, amb la finalitat d'aprofitar la seva cavalleria, de manera que les tropes van ser reunides i organitzades en els camps de Tangeumdae. Com que la majoria dels seus elements eren reclutes acabats entrenats, Sense témer que poguessin fugir en començar la batalla, per la qual cosa va ordenar que es presentaren a la convergència dels rius Talcheon i Han, la qual tenia la forma d'una «Y». El lloc estava ple de camps d'arròs inundats, cosa que no era ideal per realitzar maniobres amb la cavalleria.
El 5 de juny, la primera divisió, integrada per 18.000 homes, va sortir de Sangju i a la nit va arribar a la fortalesa abandonada de Mungyong. L'endemà, la primera divisió va arribar a Tangumdae, on es va enfrontar a la cavalleria coreana durant la batalla de Chungju. Konishi va dividir les seves tropes en tres seccions, les quals van atacar el front i tots dos flancs amb trets d'arcabús. Novament els arquers coreans no van poder fer front a l'enemic amb els seus arcs. D'altra banda, dos atacs de cavalleria van fallar en el seu intent d'atacar les línies enemigues. A causa d'això, el general Sin decidí suïcidar-se al riu i els soldats restants van morir, ja sigui ofegant-se en l'intent de creuar o decapitats per les tropes japoneses.

#### Captura de Seül

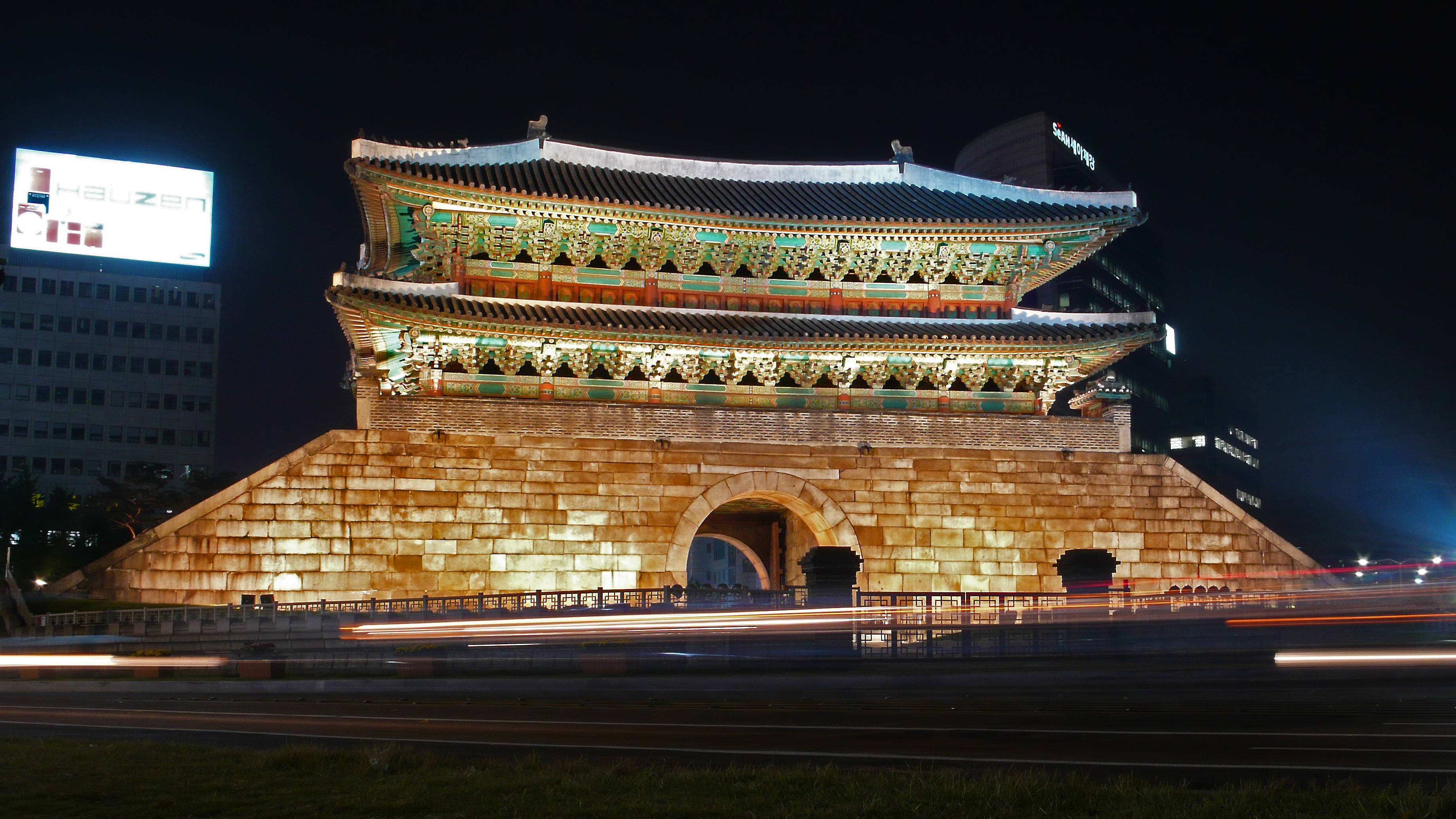
El Namdaemun és una porta monumental històrica ubicada al centre de Seül. Katō Kiyomasa va entrar a la ciutat per aquesta porta.

La segona divisió, liderada per Katō Kiyomasa, va arribar a Chungju, seguida de prop per la tercera divisió. Kiyomasa expressà la seva molèstia davant l'actitud de Konishi, que no va esperar a Busan com s'havia planejat i havia intentat endur-se tota la glòria. Nabeshima Naoshige va proposar llavors que les tropes japoneses es dividissin en dos grups, i que cadascú seguís una ruta diferent cap Hanseong —la capital, avui anomenada Seül. Els dos grups van començar la cursa per la conquesta de Hanseong el 8 de juny. Mentre Katō va prendre el camí més curt a través del riu Han, Konishi va seguir riu amunt, on l'alçada de l'aigua era menor i, per tant, més senzill de creuar. Konishi va arribar primer, el 10 de juny, trobant el castell abandonat i les seves portes fermament tancades, pel fet que el rei Seonjo havia fugit un dia abans. El grup encapçalat per Kiyomasa va arribar al següent dia, després d'haver hagut de prendre el mateix camí que el primer grup, mentre que la tercera i quarta divisions van arribar dos dies després, el 12 de juny. La cinquena, sisena, setena i vuitena divisions van desembarcar a Busan i una novena romandre estacionada a l'illa de Iki com a reserva.
Algunes parts de Hanseong havien estat saquejades, incendiades -com els registres dels esclaus i armes- i abandonades pels habitants. Això havia passat després que el general Kim Myong-won, encarregat de la defensa al llarg del riu Han, havia fugit, igual que el mateix rei. Algunes zones de la costa sud del riu Imjin van ser incendiades per evitar que les tropes japoneses tinguessin accés a materials que poguessin utilitzar per creuar-lo. A més d'això, el general Kim Myong-won va desplegar 12.000 homes en cinc punts diferents del riu.

#### Campanyes japoneses al nord

##### Creuant el riu Imjin
Mentre que la primera divisió descansava en Hanseong, la segona va començar a encaminar-se cap al nord. Estacionades durant dues setmanes al riu Imjin, pel fet que no comptaven amb bots per creuar, les tropes japoneses van enviar un missatge al General Kim Muong-won, que es trobava l'altre costat del riu, i indicant-li el pas cap a la Xina. Davant la nova negativa, van decidir tornar cap a la fortalesa de Paju, on es trobarien més segures. Les tropes coreanes van veure això com una retirada, de manera que la matinada del següent dia van llançar un atac contra les tropes que s'havien quedat a la vora de l'Imjin. A causa de l'atac, el principal exèrcit japonès de la segona divisió va prendre represàlies en contra de les aïllades tropes enemigues, capturant els seus bots. Davant aquesta situació, el general Kim Muong-won va decidir replegar-se cap a la fortalesa de Kaesŏng, seguit per la primera i la segona divisió.

##### Distribució de les forces japoneses el 1592
Hideyoshi, des del començament de la invasió, havia tingut la idea d'anar a dirigir les seves tropes en territori enemic, una vegada que s'hagués aconseguit un passatge segur, la presa de Seül va semblar garantir-ho. Les súpliques tant de la seva mare com del mateix emperador del Japó van evitar que sortís del país, per la qual cosa Ukita Hideie va prendre el control de les tropes en ser nomenat «Comandant suprem». En la seva tasca l'acompanyarien tres bugyō (comissionats): Mashita Nagamori, Ishida Mitsunari i Otani Yoshitsugu i els «Quatre Generals»: Hasegawa Hidekazu, Kimura Shigekore, Kato Mitsuyasu i Maenan Nagayasu.
La primera decisió de Hideie va ser distribuir les divisions al llarg del territori coreà, buscant abastar les vuit províncies: la primera divisió perseguiria el rei en Pyongan, la segona atacaria la província de Hamgyŏng a la part nord-est de la península, la sisena divisió atacaria la província de Jeolla al sud, la quarta asseguraria la província de Gangwon, mentre que la tercera, cinquena, setena i vuitena estabilitzar les províncies de Hwanghae, Chungcheong, Gyeongsang i Gyeonggi respectivament.

##### Captura de Pyeongyang

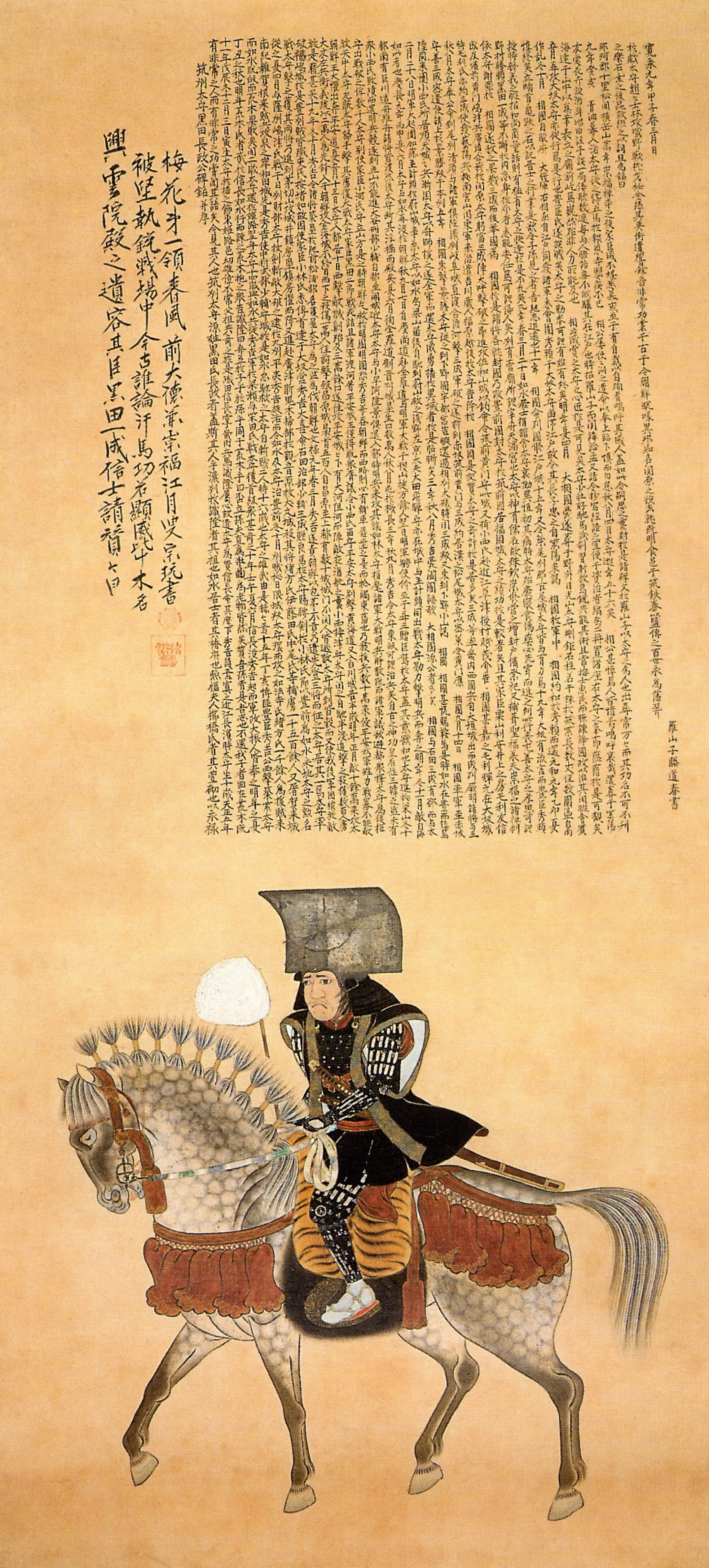
Representació de Kuroda Nagamasa, una de les principals figures durant el conflicte bèl·lic.

La primera divisió de Konishi Yukinaga es va dirigir cap al nord, saquejant en el trajecte de Pyongsan, Sohung, Pungsan, Hwangju i Chunghwa. En aquest darrer lloc es va trobar amb les tropes de la tercera divisió de Kuroda Nagamasa, motiu pel qual juntes van continuar el seu camí cap a la ciutat de Pyeongyang, localitzada darrere del riu Taedong. En el castell d'aquesta ciutat, 10.000 homes de les tropes coreanes esperaven l'arribada de 30.000 soldats japonesos, mentre que el rei Seonjo fugia fins a Uiji, un poble al sud del riu Yalu, situat al límit del país amb la Xina.
La nit del 22 de juliol, els coreans van travessar el riu sigil·losament i van llançar un atac sorpresa contra el campament enemic de Sō Yoshitomo. A causa d'això, la resta de la tropa invasora es va motivar i va atacar la rereguarda de les posicions coreanes, acabant amb els reforços que creuaven el Taedong. La resta dels soldats de Corea es van replegar de tornada cap a Pyeongyang i les tropes nipones van desistir en el seu intent per seguir-los, per a observar la manera que els enemics havien creuat el riu. L'endemà, seguint el mètode emprat pels coreans per travessar el riu, les tropes invasores van començar a enviar tropes sistemàticament a l'altra banda d'aquest en les posicions menys profundes, de manera que l'exèrcit coreà en veure aquestes maniobres va abandonar la ciutat al capvespre. El 20 de juliol de 1592, la Primera i Tercera Divisions entraren a la ciutat abandonana de Pyongyang. E,n la ciutat, aconseguiren capturar 100.000 tones d'abastiments militars i gra.

##### Campanyes en la Província de Gangwon
El juliol, la quarta divisió liderada per Mori Yoshinari va sortir de la ciutat capital de Hanseong amb rumb a l'est, capturant les fortificacions de la costa oriental, des d'Anbyon fins a Samcheok. D'aquí van prosseguir la seva marxa cap a l'interior de la península per capturar Jeongseon, Yeongwol i Pyeongchang, amb l'objectiu final d'assentar-se en la capital provincial de Wonju. En aquesta ciutat, Mori Yoshinari establí una administració civil amb un sistema social de castes d'acord al model japonès. Shimazu Yoshihiro, un dels generals de la quarta divisió, va arribar demorat a Gangwon a causa de la revolta Umekita, i va acabar la campanya assegurant Chunchon.

##### Campanyes de les Províncies Hamgyong i Manxúria

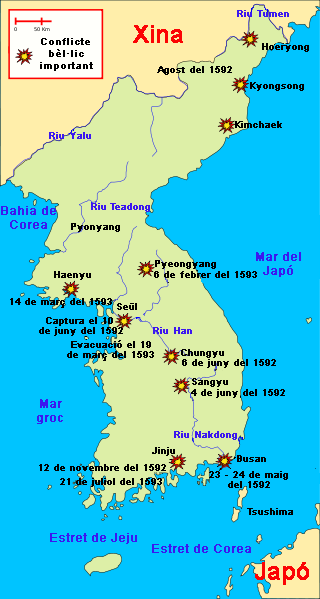
Mapa de la península de Corea que mostra els principals escenaris dels enfrontaments terrestres que es van dur a terme durant la primera fase de la invasió japonesa.

Kato Kiyomasa, al comandament de 20.000 homes, va travessar la península cap a Anbyon, en una marxa de deu dies, i va atacar els castells que va trobar al seu pas per la costa est en el seu trajecte cap al nord. Entre els castells capturats estava el de Hamhung, pertanyent a la ciutat capital de la província de Hamgyŏng. En aquest lloc, part de la tropa va romandre per establir una administració civil i de defensa.
La resta de la divisió, composta per 10.000 homes, va continuar avançant cap al nord. El 23 d'agost, a Songjin (avui Kimchaek), es va enfrontar als exèrcits del nord i sud de Hamgyŏng, comandats per Yi Yong. La cavalleria coreana va prendre avantatge de la lluita a camp obert i va replegar a les tropes invasores fins a un celler de grans. En aquest lloc, els japonesos van poder posar barricades amb bales d'arròs i finalment van poder repel·lir a la cavalleria amb trets d'arcabús. Mentre l'exèrcit local planejava renovar l'atac l'endemà al matí, Kiyomasa els emboscà durant la nit i els va envoltar completament, deixant només una sortida cap a un pantà. Aquells que van intentar fugir van ser capturats i assassinats. Els pocs coreans que van poder escapar van donar el senyal d'alarma a les altres fortificacions, permetent que els japonesos prenguessin amb facilitat Kilchu, Myongchon i Kyongsong.
La segona divisió es va dirigir llavors cap Hoeryong. En aquest lloc, dos prínceps coreans havien cercat refugi, i havien estat capturats pels mateixos habitants del lloc. Poc temps després, una banda de guerrers coreans va tallar el cap d'un general coreà desconegut, mentre que el general Han Kuk-ham havia estat capturat i lligat pel mateix grup. Aquesta banda va lliurar també al governador de la província, Yu Yoeng-nip, als soldats japonesos. A principis de setembre, els dos prínceps capturats van ser enviats a Kyoensong, custodiats per 1.000 soldats.
Kato Kiyomasa va decidir llavors atacar un castell custodiat pels Yurchen. Aquest castell es trobava a l'altre costat del riu Tumen, a Manxúria. Aquest atac va ser utilitzat per provar la força de les tropes en contra dels Yurchen-o els «bàrbars», com els anomenaven els coreans-. A causa dels continus atacs dels Yurchen cap a la gent de Hamgyŏng, aquesta última va incorporar 3.000 homes a l'exèrcit de Kiyomasa (que comptabilitzava 8.000) i fins i tot van servir com a guies. Les forces combinades van saquejar el castell i van acampar prop de la frontera. Després que les tropes coreanes es van retirar del lloc, els japonesos van ser atacats sobtadament. Tot i que tenia l'avantatge, Kiyomasa, va decidir retirar-se per evitar baixes significatives. Aquesta incursió va representar la primera ocasió què un general japonès trepitjava territori xinès.
A causa d'aquest atac al castell i l'antic llinatge coreà dels fundadors de la dinastia Jin de Yurchen, aquesta va oferir assistència militar tant als Joseon com als Ming. Això no obstant, tots dos van declinar l'oferta, especialment els Joseon, que van assegurar que seria una desgràcia per a ells acceptar ajuda dels «bàrbars del nord».
La segona divisió va continuar cap a l'oest, capturant les fortificacions de Jongseong, Onsong, Kyongwon i Kyonghung, arribant finalment a Sosupo, a l'estuari del riu Tumen. En aquest lloc les tropes van poder descansar abans de continuar els esforços per burocratitzar i administrar la província. Fins i tot van permetre que algunes casernes fossin manejats pels mateixos coreans.

#### Batalles navals de l'almirall Yi
Després d'assegurar Pyeongyang, els japonesos van planejar creuar el riu Yalu cap territori Yurchen, amb l'objectiu d'utilitzar les costes de l'oest de la península per rebre subministraments. Això no obstant, l'almirall Yi Sun-sin, que tenia el seu càrrec en la província de Jeolla, va destruir els vaixells japonesos que transportaven des del Japó subministraments i més tropes. Per tal motiu, les tropes invasores, sense les armes i tropes suficients per atacar els yurchens, van canviar el seu objectiu al d'ocupar completament Corea.
Quan els japonesos van desembarcar al port de Busan, Bak Hong, l'almirall a la província de Gyeongsang, va destruir la seva pròpia flota completa i la seva base, juntament amb totes les seves armes i provisions i va fugir. Won Gyun, un altre almirall coreà també va destruir i va abandonar la seva base, fugint cap a Konyang amb només quatre vaixells. Per aquesta raó no hi havia vaixells disponibles al llarg de la província de Gyeongsang, i les dues embarcacions supervivents només estaven actives en el costat orient de la península. L'almirall Won li havia enviat una carta a l'Almirall Yi assegurant-li que havia hagut de fugir a Konyang després d'una batalla aclaparadora amb les forces invasores. Quan es va enviar un missatger de tornada amb l'objectiu d'ordenar-li que s'allista per al combat, aquest va trobar que el poblat estava abandonat i els soldats havien fugit, pel que l'Almirall Yi va ordenar que els fugitius foren capturats. Dos d'ells van ser decapitats i els seus caps exhibits.
La participació de l'almirall Yi a la batalla va influir en el curs de la mateixa de manera important, a causa del fet que les seves accions van afectar severament les línies d'abastiment de l'exèrcit enemic.

##### Batalla de Okpo

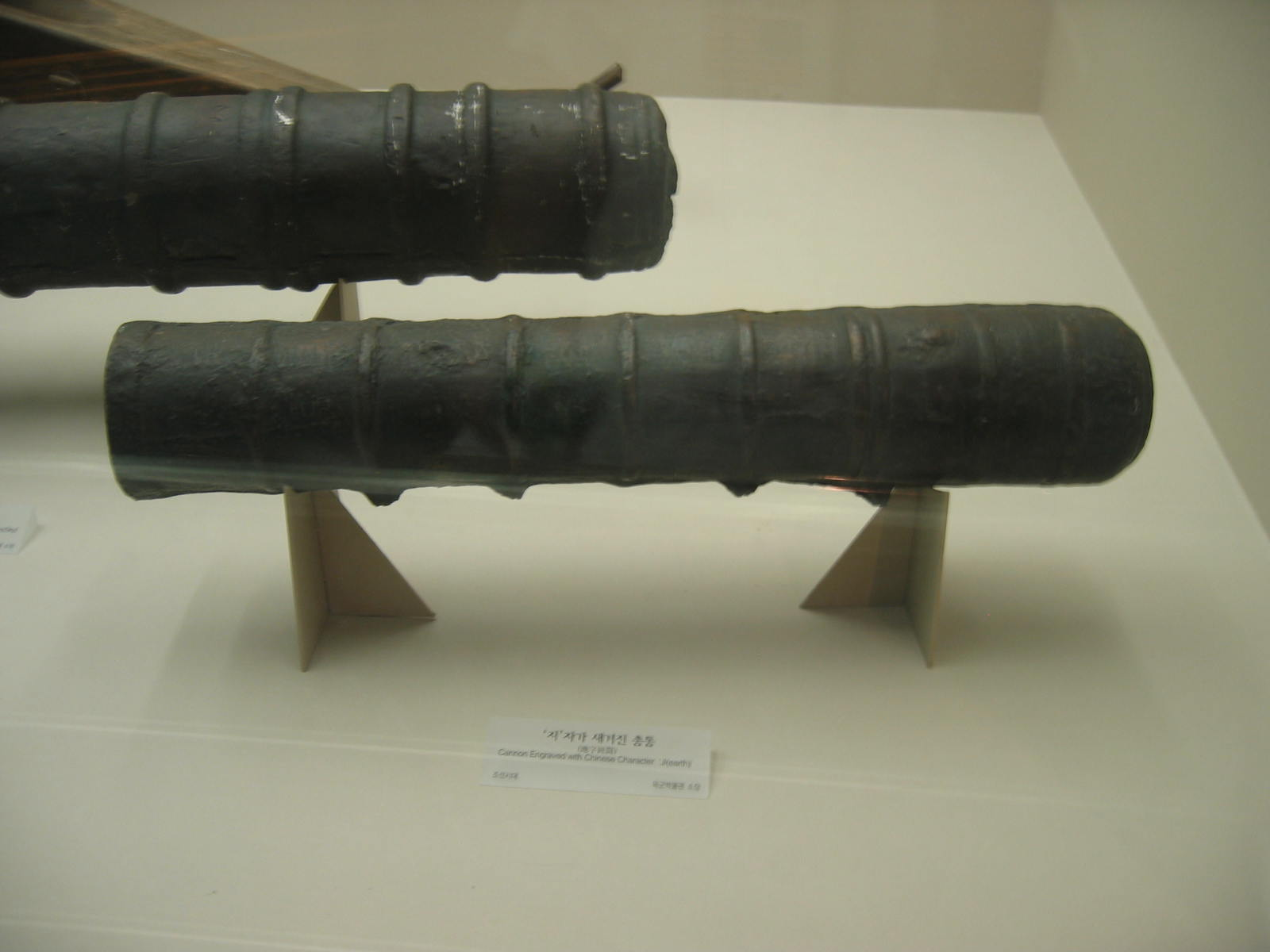
Exemple dels canons Joseon utilitzats per la flota coreana.

L'almirall Yi va utilitzar una sèrie de connexions entre diversos pescadors locals i vaixells d'exploració per rebre informes d'intel·ligència, de tal manera que pogués conèixer la ubicació i moviments dels vaixells enemics. A l'alba del 13 de juny, els almiralls Yi i Yi Eok-gi van sortir amb 24 vaixells panokseon, 15 vaixells petits de guerra i 46 pots, arribant a costes de la província de Gyeongsang al vespre. L'endemà, la flota de Jeolla va partir amb rumb al lloc acordat amb l'almirall Won per unir forces, que va passar el dia 15 d'aquest mateix mes. La flota va augmentar llavors a 91 vaixells, per la qual cosa van començar a circumnavegar l'illa Geoje. Vaixells d'exploració van reportar que 50 naus japoneses es trobaven al port d'Okpo i, en arribar al lloc, els vaixells japonesos van intentar fugir, però van ser envoltats. Mitjançant trets d'artilleria, totes les embarcacions invasores van ser destruïdes. Durant la nit, es van localitzar cinc navilis més, dels quals quatre van ser destruïts. L'endemà, tal com havien indicat els informes d'intel·ligència, es van trobar 13 vaixells a Jeokinpo, dels quals 11 van ser destruïts. En finalitzar la batalla d'Okpo, la flota coreana estava intacta i sense cap vaixell enfonsat.

##### Batalla de Sacheon i el vaixell tortuga

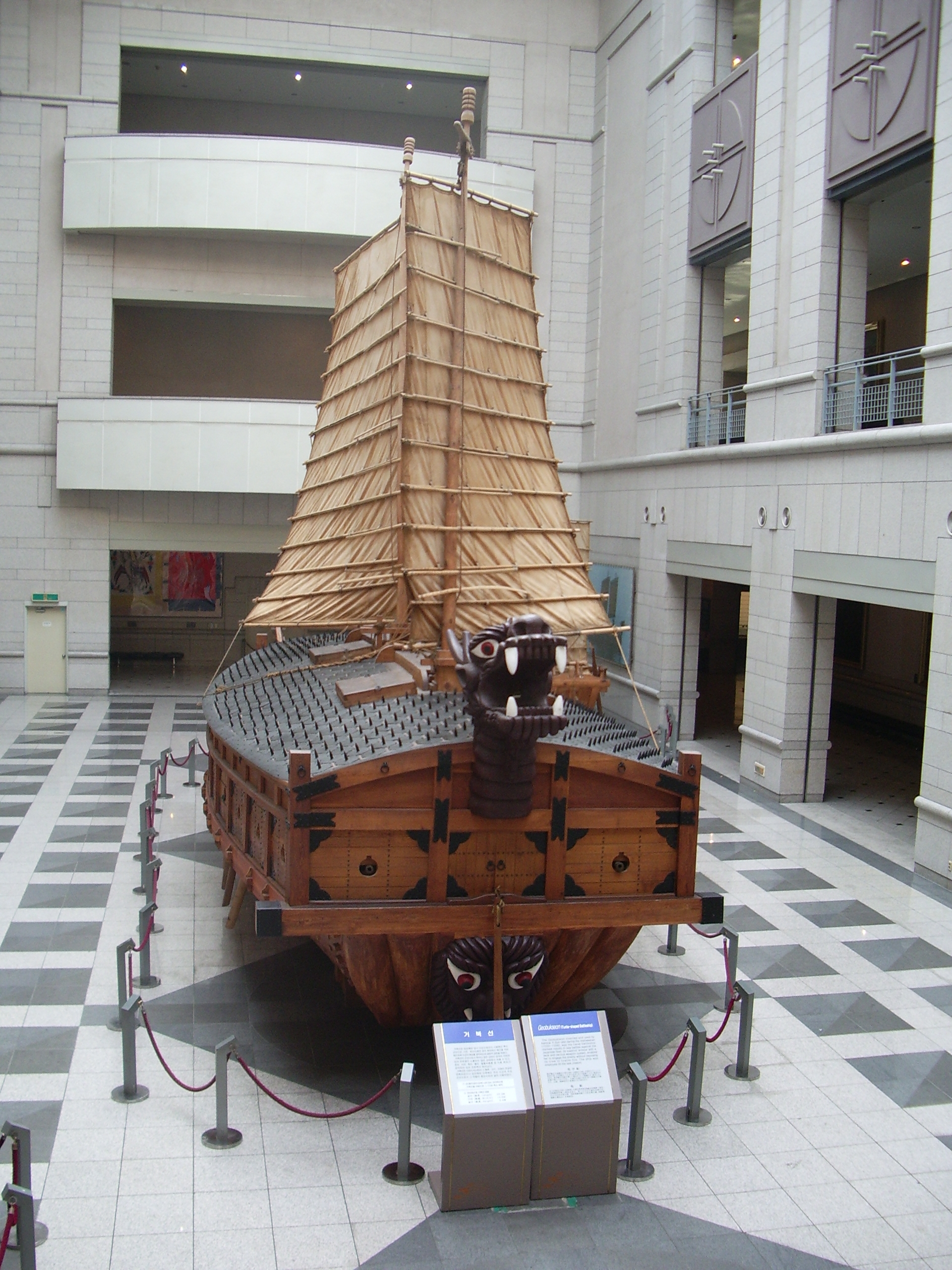
Rèplica d'un «Vaixell Tortuga» exhibit en el Memorial de guerra, a Seül.

Prop de tres setmanes després de la batalla d'Okpo, els almiralls Yi i Won van salpar amb un total de 26 vaixells (23 sota el comandament de Yi) rumb a la badia de Sacheon, després de rebre un informe que indicava presència enemiga. Yi havia pres la decisió de deixar la majoria dels vaixells usats en batalles anteriors (molts d'ells vaixells pesquers), a causa de la introducció d'un nou vaixell de guerra: el «Vaixell Tortuga». Aquesta embarcació es basava en el disseny del panokseon, amb la diferència que comptava amb un sostre cobert de pues metàl·liques. El vaixell tortuga comptava a més amb 36 llocs per a canons. Aquest vaixell va ser dissenyat amb la finalitat d'evitar que pogués ser abordat des d'un vaixell enemic. D'altra banda, aquesta nau es va convertir en la més veloç de l'Àsia Oriental. L'embarcació era impulsada per 16 grans rems manejats per 80 tripulants.
El 8 de juliol, la flota coreana va arribar a la badia de Sacheon, però la marea va evitar que poguessin entrar. A causa d'això, l'almirall Yi va ordenar de fingir una retirada, davant la qual cosa, els 12 vaixells japonesos van decidir perseguir la flota coreana. La flota de l'almirall Yi va contraatacar i els 12 vaixells enemics van ser destruïts del tot. Malgrat l'èxit, l'almirall Yi va ser ferit a l'espatlla a causa d'un tret, això no obstant, va sobreviure.

##### Batalla de Dangpo i Batalla de Danghangpo
El 10 de juliol, la flota coreana va trobar i atacar 21 vaixells japonesos ancorats en Dangpo. Aquestes naus havien servit de transport per als guerrers samurai que en aquells moments es trobaven atacant un poblat de la costa.
La flota de l'almirall Yi Eok-gi es va unir a la dels almiralls Yi Sun-sin i Won Gyun, començant la recerca d'embarcacions enemigues en aigües de Gyonsang. El 13 de juliol, després de confirmar l'informe de la presència enemiga a la badia de Danghangpo, van atacar 26 embarcacions invasores, després de passar a través d'un golf estret. El vaixell tortuga va ser utilitzat per penetrar la formació enemiga i atacar directament el vaixell insígnia, mentre que els altres vaixells fingir novament una retirada, evitant així que els tripulants dels vaixells enemics desembarquessin a la costa i fugissin. Novament, els vaixells japonesos els van perseguir i quan van haver estat a una distància considerable de la vora, els vaixells coreans van tornar i els van atacar. Només una nau va poder escapar, però aquesta va ser trobada i destruïda l'endemà al matí.

##### Batalla de Yulpo
El 15 de juliol, durant el seu retorn cap a l'illa de Gadok, la flota coreana va interceptar i destruir amb èxit set vaixells japonesos. Aquestes naus sortien en aquell moment de la badia de Yulpo.

##### Batalla de Hansando

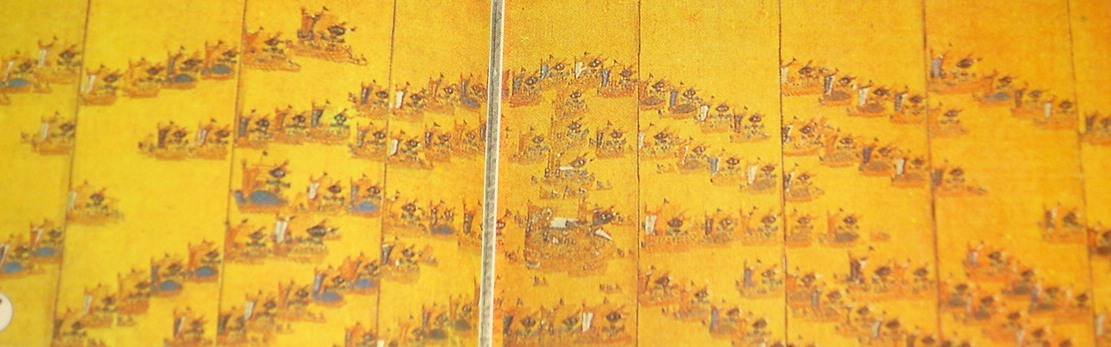
Formació «Ales de Grua» utilitzada per l'Almirall Yi durant la batalla de Hansen.

En resposta a l'èxit naval del qual gaudia la flota coreana, Toyotomi Hideyoshi va convocar els tres principals almiralls del país: Wakizaka Yasuharu, Kato Yoshiaki i Kuki Yoshitaka. Nou dies després que Hideyoshi fes la convocatòria, les flotes dels respectius almiralls van arribar a Busan amb l'objectiu de preparar-se per l'enfrontament contra les tropes coreanes. L'almirall Wakizaka, volent tenir l'honor de ser qui vencés a la flota enemiga, va decidir no esperar als altres almiralls i es va llançar a l'atac.
Una flota combinada de 70 vaixells sota les ordres dels almiralls Yi Sun-sin i Yi Ok-gi es trobava en la recerca de més vaixells enemics, motiu pel qual l'exèrcit de terra japonès avançà cap a la província de Jeolla. Aquesta província era l'únic territori coreà que no havia patit un atac més gran, de manera que els comandants locals van tractar d'evitar que els japonesos rebessin suport naval.
El 13 d'agost, la flota coreana que navegava des de l'illa de Miruk a Dangpo va rebre l'informe que una flota invasora es trobava a prop del lloc, i l'endemà al matí van localitzar els 82 vaixells de la flota enemiga ancorats en Gyeonnaeryang. L'almirall Yi envià sis naus per què feren l'esquer i quan 63 de les naus japoneses van haver sortit a mar obert, es van trobar amb la flota coreana en una formació semicircular amb el títol «ales de grua». Tres vaixells tortuga -dos els quals acabaven de ser fabricats- van començar l'atac contra la flota enemiga, seguit d'un atac circular amb els canons disparant cap a la flota invasora. La batalla va finalitzar amb una indiscutible victòria coreana, on els japonesos van perdre 59 vaixells (47 destruïts i 12 capturats), a més que diversos presoners de guerra van ser rescatats. L'almirall Wakizaka va aconseguir escapar sense ser capturat i quan Hideyoshi va rebre l'informe de la batalla va manar cessar totes les operacions navals.

##### Batalla de Angolpo
El 16 d'agost Yi Sun-sin va portar a la seva flota cap al port d'Angolpo, on 42 embarcacions japoneses estaven ancorades. Una vegada més, l'almirall Yi va intentar fingir una retirada. Això no obstant, en aquesta ocasió els japonesos no van caure en el parany, pel que Yi va ordenar que els vaixells coreans fessin torns per atacar les embarcacions enemigues. Tement que les tropes japoneses prenguessin posteriors represàlies contra la població local, l'almirall Yi va ordenar un cessament al foc i es va retirar.

#### Milícia Coreana
Des del començament de la guerra, els coreans van formar tropes irregulars o milícies conegudes com a «Exèrcit Justificat» (en coreà: Uibyeong, hangul: 의병, hanja:义兵) per lluitar en contra dels invasors japonesos. Aquests grups van ser formats al llarg del país i van participar en diverses batalles, guerres de guerrilles i setges.
Van existir tres tipus principals de milícies durant la guerra. El primer tipus estava conformat pels soldats regulars supervivents que s'havien quedat sense un líder. El segon tipus va ser l'anomenat «Exèrcit Justificat», que consistia en aristòcrates patriotes i plebeus. El tercer i últim tipus estava conformat per monjos budistes.
Durant la primera invasió, la província de Jeolla va ser l'única a tot el país on no es van dur a terme conflictes bèl·lics. A més de l'exitosa tasca en els mars duta a terme per l'almirall Yi, un fort activisme civil va pressionar perquè els japonesos evitessin aquesta província, obligant-los a establir altres prioritats.

##### Campanyes de Gwak Jae-u al riu Nakdong
Gwak Jae-o va ser un famós líder dins de la milícia coreana i fins i tot és reconegut com el primer a formar un grup de resistència en contra de les tropes enemigues. Gwak Jae-o habitava i posseïa terres al poble de Uiryong, situat al riu Nam, a la província de Gyeongsang. Després que l'exèrcit coreà abandonés el poble en un imminent un atac enemic, Gwak organitzà a cinquanta pobladors per a un possible enfrontament, no obtant la tercera divisió japonesa va anar directe cap Songju. Quan Gwak i els seus homes van utilitzar els magatzems governamentals abandonats per obtenir les armes necessàries, el governador de la província els va considerar com un grup de rebels, els va ordenar desintegrà el grup i fins i tot va enviar tropes en contra seu. No obstant això, a causa d'una ordre directa de la capital que ordenava que es reclutessin homes a la província, els irregulars no van ser atacats.
Gwak Jae-u i les seves tropes van utilitzar un sistema de guerrilles sota l'aixopluc dels grans joncs que es trobaven a la unió dels rius Nakdong i Nam, això va evitar que les tropes invasores tinguessin un accés fàcil cap a la província de Jeolla, on l'almirall Yi i la seva flota tenien la seva base d'operacions.

##### Batalla d'Uiryong/Chongjin
La sisena divisió sota el comandament de Kobayakawa Takakage estava a càrrec de conquerir la província de Jeolla. Per aquesta raó va marxar cap a Songju per la ruta establerta, la mateixa per la qual havien passat les tropes de la tercera divisió, i va avançar posteriorment cap Geumsan a Chungcheong. Kobayakawa havia assegurat aquest lloc amb la finalitat d'establir-la com la seva base d'operacions abans de començar la invasió a la província.
Ankokuji ekei, un antic monjo budista que havia aconseguit ascendir fins al càrrec de general per la seva mediació entre Mori Terumoto i Toyotomi Hideyoshi, comandava algunes tropes de la sisena divisió i es dirigia cap a Uiryong, pel que es veia obligat a creuar el riu Nam. Els exploradors d'Ankokuji havien realitzat una sèrie de mesures per determinar les zones on el riu era menys profund, de tal manera que les tropes poguessin passar amb facilitat. Això no obstant, un grup de milicians van moure les marques durant la nit, ubicant-les en les parts més profundes. Al moment en què les tropes japoneses van intentar passar, els reclutes de Gwak els van emboscar, causant grans baixes en el bàndol enemic. Després de diversos intents fallits, Ankokuji va decidir provar una altra ruta més al nord, on la línia de fortaleses assegurades li proveïa de major seguretat en el seu flanc dret. Aquesta petita batalla, gairebé desconeguda, va representar la primera victòria en terra del bàndol coreà. A causa d'això, la concepció del govern coreà sobre Gwak va canviar. Aquest, fins i tot, va ser nomenat cap de les forces a la regió de Uiryong i Samga.
Alguns dies després, mentre Ankokuji viatjava cap a Gochang, amb l'ajuda de Kobayakawa Takakage, els soldats japonesos van ser emboscats novament per guerrillers que els disparaven sagetes des de posicions ocultes a la muntanya, impedint-los respondre a l'atac. Després d'aquest incident, Ankokuji desistir dels seus intents d'avançar i va tornar cap on es trobava Mōri.

##### La coalició Jeolla i la batalla de Yong-in
Quan les tropes invasores es dirigien cap a Hanseong (avui Seül), Yi Kwang, el governador de la província de Jeolla, va intentar aturar l'avanç de l'enemic enviant les seves tropes cap a la ciutat capital. Això no obstant, després de rebre les notícies que aquesta havia estat saquejada, va decidir mantenir-les en la seva posició. L'exèrcit coreà havia assolit la quantitat de 5.000 homes, pel fet que se'ls havien unit diversos grups de voluntaris de tota la província. Per aquesta raó, Yi Kwang i els líders dels irregulars van decidir reprendre Hanseong. Per això, es van dirigir cap a Suwon, aproximadament a 42 quilòmetres al sud d'aquesta ciutat. El 4 de juny una avançada de 1.900 homes va intentar prendre la fortalesa de Yong-in, custodiada per 600 soldats japonesos sota les ordres de Wakizaka Yashuharu. Tots dos bàndols es van enfrontar fins al 5 de juny, quan va anar un exèrcit més gran per part dels japonesos per aixecar el setge. Les tropes japoneses van poder contraatacar la coalició Jeolla, obligant als coreans a abandonar l'enfrontament i fugir.

##### Primera campanya de Geumsan
Aproximadament al mateix temps que el general Kwak mobilitzà al seu exèrcit de voluntaris a la província de Gyeongsang, Go gyeong-Myeong va formar una força de voluntaris composta de 6.000 soldats. Go intentà ajuntar els seus homes amb els d'una altra milícia a la província de Chungcheong, però, després de travessar la frontera de la província, va tenir notícies que Kobayakawa Takakage, de la sisena divisió, havia llançat un atac en Jeonju (la capital de la província de Jeolla) des de la fortalesa de Geumsan. Go va decidir tornar al seu territori i, després d'unir forces amb el general Gwak Yong, va liderar els seus homes cap a Geumsan. El 10 de juliol la milícia es va enfrontar a les tropes japoneses en retirada després de la derrota en la batalla d'Ichi, ocorreguda dos dies abans.

##### Setge de Jinju

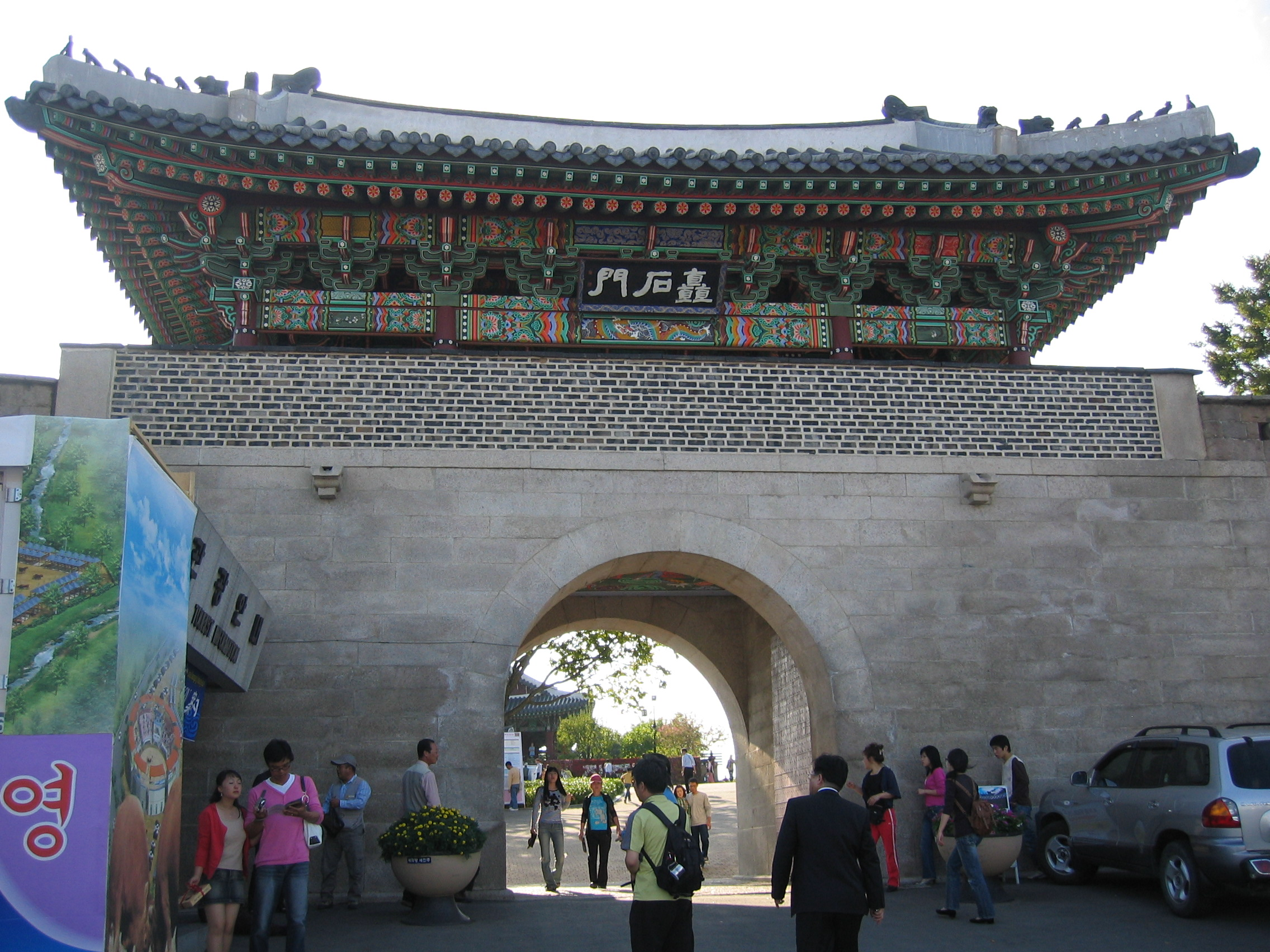
El castell Jinju va ser assetjat en dues ocasions durant el conflicte: el primer setge va ocórrer el 1592 amb una victòria coreana i el segon setge el 1593 amb una victòria japonesa.

Jinju era un castell coreà construït amb la finalitat de protegir la província de Jeolla. A causa d'això, els comandants japonesos Ukita Hideie i Hosokawa Tadaoki van decidir atacar-lo, sabent que si aconseguien conquerir-lo, el castell resultaria un punt estratègic per continuar la conquesta de la província. Jinju estava custodiat per 3.800 homes comandats pel general Kim Si-min. Aquests soldats van resistir els embats de 30.000 guerrers japonesos mitjançant l'ús de 170 arcabussos -que tot just havien estat adquirits i eren similars als utilitzats per les tropes invasores-, canons, morters i grans pedres.
Després de tres dies d'intensos combats en què les tropes invasores lluitaven per entrar al castell, un petit grup guerriller liderat per Gwak Jae-o va arribar al lloc per testimoniar el combat. A causa del fet que les seves forces eren insuficients com per alliberar el setge, Jae-o intentà enganyar l'exèrcit enemic mitjançant l'ús de torxes enceses i fent sonar caragols de guerra. Amb aquesta acció buscava aparentar un exèrcit molt més nombrós. Els japonesos, concentrats en el setge, no van prestar atenció i intensificaren els atacs. Aquell mateix dia (12 de novembre), el general Si-min va ser ferit de mort a la part esquerra del front per un tret i va caure inconscient a terra. Això no obstant, a causa de la ferotge defensa dels ocupants coreans, els comandants japonesos van prendre la decisió d'aixecar el setge i reagrupar el seu exèrcit.

##### Joenan
A finals de tardor la situació per les tropes invasores van començar a tornar-se més difícil, ja que l'única zona que tenien realment assegurada corresponia a una sèrie de castells entre Busan i Pyongyang. Kuroda Nagamasa, que s'havia establert en Hwanghae, va obligar a la població a pagar impostos, sota pena de mort. La població va decidir aixecar en armes a finals de setembre, unint-se milicians i soldats que havien fugit quan els seus exèrcits havien estat derrotats. La revolta, integrada per només 500 soldats i 2.000 civils, va prendre el castell Joena, per la qual cosa Nagamasa i una divisió de 3.000 homes van decidir atacar el castell. El setge va durar 4 dies, després dels quals van desistir del seu intent per recuperar-lo. Nagamasa es va dirigir cap Paecheon, buscant un lloc més segur per a les seves tropes. Aquesta situació es va tornar típica al llarg de tot el territori coreà. Lentament, la milícia va començar a recuperar els castells ocupats pels japonesos o aquells que es trobaven en mans dels coreans traïdors al règim.

#### Intervenció de la dinastia Ming de la Xina
L'emperador Wanli de la dinastia Ming i els seus consellers van respondre a la petició d'ajuda del rei Seonjo enviant una força inicial summament petita, consistent en només 3.000 soldats. Confiat, i sota el recer d'una gran tempesta, l'exèrcit xinès va decidir atacar Pyongyang el 23 d'agost prenent a la guàrdia completament desprevinguda. Després de la sorpresa inicial, les tropes japoneses es van sobreposar i causà grans baixes a l'exèrcit xinès, que va haver d'emprendre la fugida.
El gener de 1593, l'emperador Ming va enviar una força molt més gran sota el comandament dels generals Song Yingchang i Li Rusong. Aquest últim grup comptabilitzava 100.000 soldats, dels quals 42.000 provenien dels districtes del nord de la Xina, mentre que 3.000 havien estat ensinistrats en l'ús d'armes de foc al sud del país.

##### Setge de Pyeongyang
En aquest mateix mes, les tropes xineses van arribar a Pyeongyang i es van unir a 10.000 guerrers coreans. Aquest últim grup estava format per soldats, milícies o voluntaris i 5.000 monjos guerrers. Per decret del rei Seonjo, el general Li Rusong va ser nomenat comandant suprem de les forces armades a Corea. Li va comandar les forces contra els invasors durant el setge de Pyeongyang (1593) el 6 de febrer, i va obligar els japonesos liderats per Konishi Yukinaga a replegar-se, arribant a Seül el 19 de febrer.

##### Batalla de Pyeokje
Confiat pel seu èxit recent, Rusong, amb tan sols 20.000 soldats, va liderar personalment la persecució de les tropes que fugien i el 26 de febrer va ser emboscat prop de Pyokje per un exèrcit de 40.000 homes. Tots dos exèrcits van protagonitzar una dura batalla de poc més de dues hores i fins i tot Rusong va estar a punt morir en combat. El seu segon al comandament es va interposar en el camí entre ell i diversos guerrers japonesos, per la qual cosa Rusong va poder escapar. Amb més de 6.000 caps tallats els enemics, els japonesos es van alçar amb la victòria.

##### Batalla de Haengju

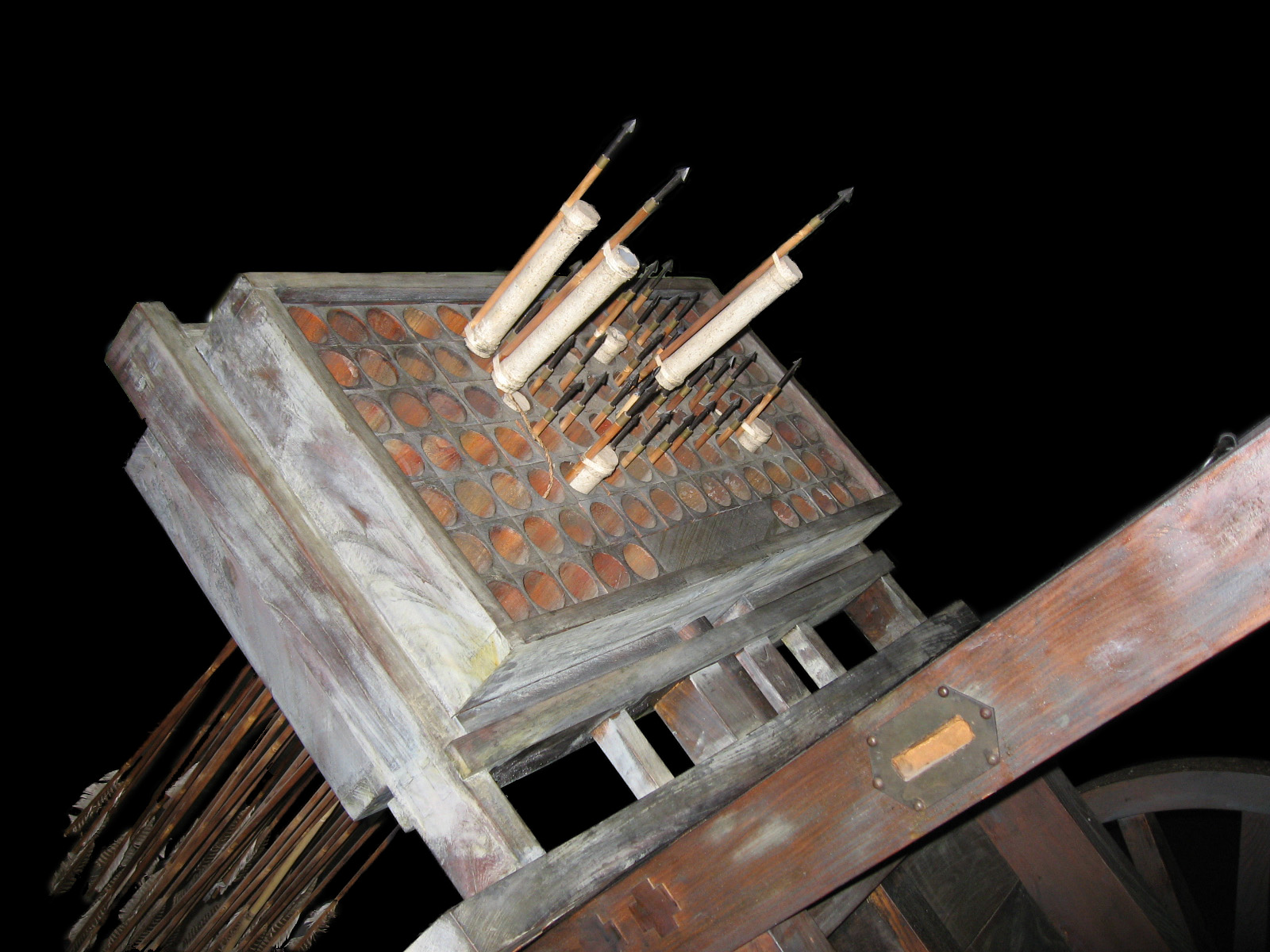
El hwacha és una arma de guerra desenvolupada pels coreans que podia llançar fins a dos cents sagetes en un sol tret.

La majoria de les tropes invasores van començar a concentrar-se a la capital, després de reconèixer que no tenien ni els homes ni els recursos necessaris per continuar en la recerca de la conquesta de la Xina. L'última amenaça que tenien a la zona era el castell Haengju, el qual estava controlat per monjos guerrers i la milícia local. El general Gwon Yul i els seus 2.300 homes es van unir a les forces defensores del castell esperant que se'ls unissin les tropes xineses per recuperar la capital. Ukita Hideie va decidir atacar el castell el 14 març 1593 amb 30.000 soldats. Kato va creure que la superioritat numèrica de la qual gaudia seria suficient per sortir amb la victòria per la qual cosa simplement va ordenar avançar per les escales de la fortificació sense cap tipus d'estratègia. Els ocupants del castell van atacar llavors utilitzant hwachas -una mena d'arma antipersona a base de pólvora-, pedres, sagetes i pistoles. Malgrat la superioritat numèrica amb què comptaven, els japonesos no van poder prendre el castell, després de nou intents i més de 10.000 baixes.
Quan el general Rusong es va assabentar de la victòria a Haengju, va decidir tornar a la batalla i marxar cap a Seül a enfrontar novament a les tropes invasores.
La batalla de Haengju va ser una victòria de gran importància en el bàndol coreà. Fins i tot actualment és celebrada com una de les tres més decisives, juntament amb el setge de Jinju i la batalla de Hansen.

##### Evacuació de Seül

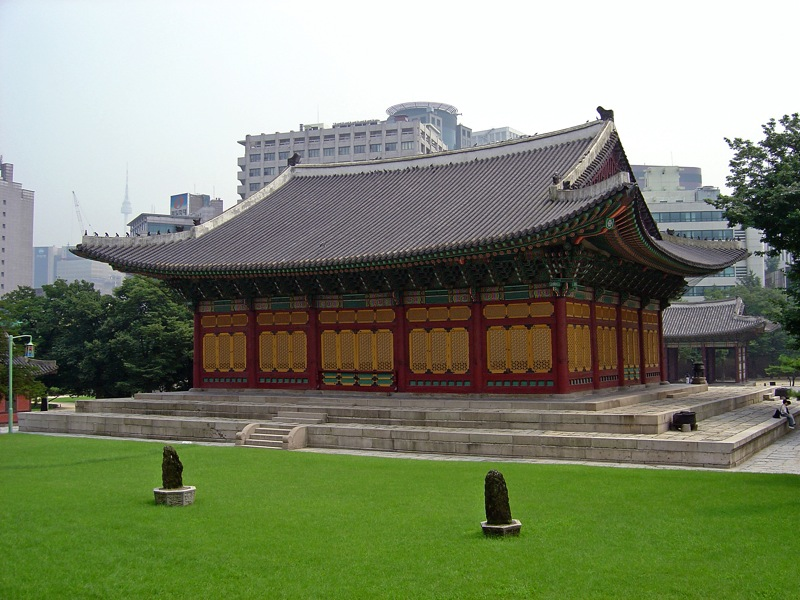
Quan la resta dels palaus imperials van ser incendiats, el palau Deoksugung es va convertir en la residència oficial del rei coreà.

Després de la derrota a Haengju, els principals comandants japonesos es van reunir per determinar les accions a seguir i van fer un recompte de les tropes. Dels més de 150.000 soldats que havien desembarcat originalment, només comptabilitzaven 53.000 en aquell moment. Fams, malalties i les baixes de la batalla mateixa havien reduït seriosament a les tropes i la salut de les unitats restants es deteriorava ràpidament. Per aquestes raons van decidir evacuar Seül i replegar-se en els castells de la província de Gyeongsang. Per cobrir la seva retirada, el bàndol japonès va enviar una carta adreçada al primer ministre coreà demanant una conferència de pau. El primer ministre va acceptar la reunió, amb la condició que Seül fos evacuada, les tropes es retiressin a la província de Gyeongsang i s'alliberés als dos prínceps capturats. Cap a començaments de juny, totes les tropes invasores es trobaven ja en el perímetre de Busan.
Seül va ser alliberada oficialment per l'exèrcit xinès el 19 de maig. Durant la seva retirada, els japonesos havien incendiat un gran nombre d'edificis per cobrir aquella. Només un dels palaus imperials es mantenia en peu: el Palau Deoksugung.

##### Segon setge de Jinju
L'intent fallit de prendre el castell de Jinju el novembre de 1592 va ser una de les derrotes més doloroses sofertes pels japonesos al llarg de tota la guerra. Ukita Hideie, pensant en la ira de Hideyoshi, va convocar un exèrcit de 90.000 soldats, integrat majoritàriament per reforços acabats d'arribar, per atacar el castell de nou abans que l'exèrcit Ming pogués intervenir. El general Kim Cheon-il, preveient el possible atac, va prendre el lideratge de les defenses del castell. Els defensors d'aquesta fortificació van augmentar de 4.000 a aproximadament 60.000 homes, entre els quals s'incloïen soldats, milícia i voluntaris.
Els atacs van començar el 21 de juliol i el castell va ser pres finalment el 27 de juliol, després de la mort de 60.000 coreans, entre combatents i civils, així com el general Kim Cheon-il. El segon setge de Jinju va ser l'últim enfrontament de la «primera invasió», així com el més violent i en el qual es van mobilitzar més tropes.

#### Ocupació entre 1593 - 1597
Des de l'evacuació de Seül, les tropes invasores havien començat a sortir del país. Això no obstant, al llarg dels quatre anys entre l'últim enfrontament de la primera invasió i el començament de la segona invasió, les tropes japoneses van romandre a Corea controlant els castells wakō al llarg de la línia costanera de Kyeongsang. Prop de 43.000 soldats van custodiar aquests castells en aquest lapse.
Durant aquest període, les tropes estacionades a Corea van dedicar el seu temps a construir nous castells i millorar les defenses dels existents, així com realitzar activitats d'entreteniment, com ara la cerimònia del te, balls i exhibicions de sarugaku (teatre de titelles). Una altra activitat desenvolupada va ser la cacera de tigres. Primer va sorgir com una veritable activitat defensiva, pel fet que el 1592 un tigre va matar un cavall i a un samurai japonès. Kato Kiyomasa també es va topar amb un d'aquests felins, trobada que va servir per a l'elaboració de gravats i representacions gràfiques. Així mateix, Hideyoshi va demanar que li fossin enviats fins al Japó els tigres caçats, ja que creia que la seva carn ajudaria a la seva deteriorada salut.

#### Batalla de Tanghangpo
L'almirall Yi va seguir atacant les petites embarcacions que trobaven al llarg de les costes sud-occidentals de la península. La batalla més important va ser la que es va suscitar el 23 abril 1594 a les costes de Tanghangpo, on la flota coreana va destruir sis embarcacions nipones. Arran d'aquest enfrontament, l'almirall Yi va rebre una carta escrita per Dan Zongren, comandant en cap de les forces armades xineses, demanant-li que detingués els atacs pel fet que aquests entorpien les negociacions de pau.

#### Reorganització militar coreana

##### Proposta de reformes militares

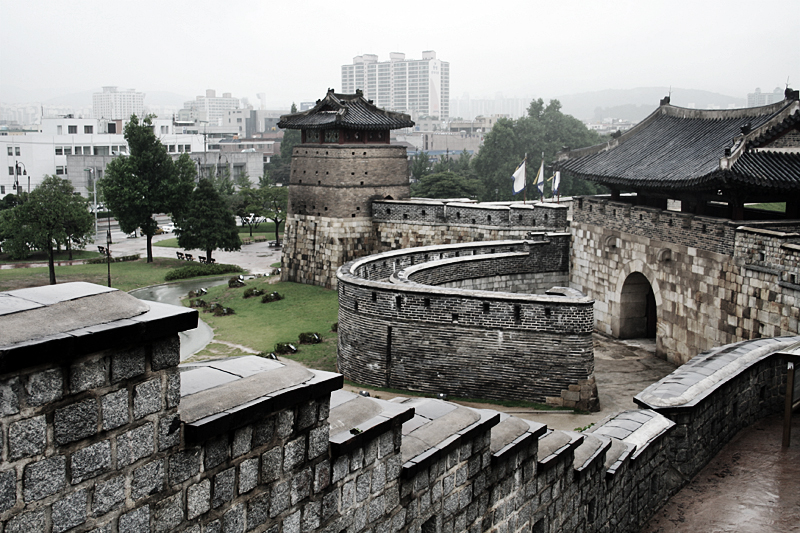
Malgrat que la guerra requeria fortificacions resistents com el castell Hwaseong, la corrupció interna a Corea va evitar que aquestes pugessin construir-se.

Durant el període entre la primera i segona invasió, el govern coreà va tenir l'oportunitat d'examinar les raons per les quals l'atac de l'exèrcit japonès en terra havia estat tan aclaparador davant l'exèrcit coreà. Referent a això, el primer ministre Yu Seong-Ryong va assegurar que les defenses dels castells eren summament febles, a més que els seus murs eren bastant fàcils d'escalar. Yu va proposar la construcció de torres amb la capacitat d'albergar canons, així com una sèrie de línies defensives al llarg del territori. Pel que fa a l'organització de l'exèrcit, Yu va assegurar que les tàctiques dels invasors eren molt superiors a les del seu exèrcit. Els japonesos es movien en formacions complexes i organitzades, mentre que els coreans avançaven en un sol bloc amb un lideratge feble.

##### Agència d'entrenament militar
El rei Seonjo i la cort coreana finalment van començar amb les reformes militars quan el setembre de 1593 es va establir l'«Agència d'Entrenament Militar». Es va dividir l'exèrcit en unitats i companyies, i a les companyies en esquadrons d'arquers, arcabussers i unitats amb armes de fulla tallant. L'agència a més va establir les seves posicions a Corea en batallons i castells. L'organisme, que en un inici va comptar amb 72 homes, aviat va comptabilitzar més de 10.000 soldats.
Un dels canvis més importants que va patir la societat coreana durant aquest temps va ser que, des dels membres de la classe alta fins als esclaus podien ser requerits per al servei militar. Aquestes accions es van realitzar amb l'afany que estiguessin familiaritzats i capacitats en el maneig d'armes.

#### Negociacions de pau entre la Xina i el Japó (1594–1596)
Hideyoshi, per mitjà de Konishi -que va dur a terme les converses de pau gairebé completament-, va proposar a la cort Xina la divisió de Corea: la part nord s'establiria com un satèl·lit xinès autogovernat, mentre que la part sud romandria en mans japoneses. Hideyoshi va demanar també que una princesa xinesa fos enviada com la seva concubina i que un príncep coreà i dos ministres fossin enviats com a ostatges.
El 1594 un enviat de Hideyoshi va arribar a Beijing. La cort imperial, mentrestant, se sentia complaguda pels acostaments per part del regent japonès. A causa del fet que en Busan encara es mantenia una petita guarnició, una ambaixada provinent de la Xina va oferir a Hideyoshi donar-li oficialment el títol de "Rei del Japó» si totes les tropes eren retirades del territori coreà.
L'octubre de 1596 l'ambaixador Ming es va reunir personalment amb Hideyoshi, que va portar roba i una corona tradicional xinesa. Hideyoshi va oferir un banquet per als convidats envoltat de molts dels generals que havien lluitat a Corea. Durant la cerimònia, li va demanar a un dels seus assessors que llegís el document procedent de la Xina. En adonar-se que no es mencionava ni una de les clàusules que havia proposat, va esclatar en ira i va llançar tant la corona com les vestidures a terra. Les negociacions de pau, per tant, van ser interrompudes.
La guerra va entrar en una segona fase quan Hideyoshi va enviar una altra força d'ocupació. A començaments de 1597, ambdós bàndols van continuar amb les hostilitats.

### Segona invasió (1597–1598)
Hideyoshi, que no havia quedat satisfet amb els resultats de la primera campanya, va ordenar un nou atac. Això no obstant, en aquesta ocasió, la intenció d'envair Xina va ser rebutjada totalment i els esforços es van enfocar a conquerir només Corea. A diferència de les nou divisions que s'havien utilitzat en la invasió anterior, l'exèrcit es va dividir en dos grans faccions: l'«Exèrcit de la dreta» i l'«Exèrcit de l'esquerra», constituïdes per aproximadament 30.000 i 49.600 homes respectivament.
Immediatament després que els ambaixadors xinesos van arribar al seu país fora de perill el 1597, Hideyoshi va enviar 200 vaixells. Els exèrcits de la dreta i de l'esquerra i els soldats que estaven a Corea van sumar aproximadament 141.100 homes sota les ordres de Kobayakawa Hideaki. En arribar les tropes invasores a la costa sud de la província de Gyeongsang, aquestes aviat es van adonar que l'exèrcit coreà estava més ben equipat i efectivament preparat per enfrontar-los. A més, pel que fa a la cort imperial de la Xina va rebre les notícies de l'arribada de les tropes enemigues, Yang Hao va ser nomenat com a «comandant suprem» d'un exèrcit de 55.000 homes, provinents de diferents províncies del seu territori com: Sichuan, Zhejiang, Huguang, Fujian i Guangdong. A més d'això, una força naval de 21.000 homes es va sumar a la defensa de Corea. Rei Huang, un historiador xinès, va estimar que la força conjunta naval i terrestre de l'exèrcit xinès va arribar a assolir els 75.000 homes al punt més alt. Les forces coreanes van comptabilitzar prop de 30.000 efectius, comptant l'exèrcit del general Gwon Yul, situat a la muntanya Gong a Daegu, el del general Gwon Eung a Gyeongju, els soldats de Gwak Jae-o en Changnyeong, els de Yi Bok-nam a Naju i les de Yi Si-yun a Chungpungnyeong.

#### Ofensiva inicial
Des del començament, les tropes nipones van tenir poc èxit i es van mantenir confinades exclusivament a la província de Gyeongsang, tractant de repel·lir un exèrcit combinat molt més nombrós. Tot i que la segona invasió va ser principalment defensiva i amb Gyeongsang com a escenari, les tropes japoneses van planejar ocupar Jeonju, la capital de la província. Per aquesta raó, les dues faccions de l'exèrcit invasor, sota les ordres de Mori Hidemoto i Ukita Hideie, van començar l'assalt a Busan i van marxar cap a la capital, prenent Sacheon i Changpyong durant el seu recorregut.

#### Setge de Namwon
El poble fortificat de Namwon estava localitzat aproximadament a 48 quilòmetres al sud-est de Jeonju. Preveient un atac, un exèrcit combinat de 6.000 soldats -comptant 3.000 soldats xinesos i voluntaris civils- es trobava preparat per a la batalla. La nit del 26 de setembre les tropes japoneses van assetjar els murs de la fortificació amb escales i torres; ambdós bàndols van intercanviar trets d'arcabús i sagetes. D'acord amb el recompte del comandant japonès Ōkōchi Hidemoto, autor del Chosen Ki (Crònica coreana), el setge de Namwon resultar en 3.726 baixes per al bàndol defensor incloent-hi la del magistrat de Kwangju Yi Chun-weon. Aquest recompte es va obtenir mitjançant el recompte dels nassos tallats als soldats coreans.
Com que la notícia de la batalla es va dispersar ràpidament per la zona, quan les tropes invasores van arribar a la capital de la província, Jeoju, la van trobar abandonada.

#### Batalla de Hwangseoksan
La fortificació de Hwangseoksan consistia en una sèrie de grans muralles circumscrites a la muntanya Hwangseok i custodiada per les tropes comandades pels generals Jo Jong-do i Gwak Jun. Quan Kato Kiyomasa va assetjar la muntanya amb un vast exèrcit, els defensors es van desmoralitzar i es van retirar amb només 350 baixes. Tot i aquesta victòria, les tropes japoneses no van poder obtenir el control de la província i van ser novament forçats a assumir una posició defensiva.

#### Operacions navals coreanes (1597–1598)

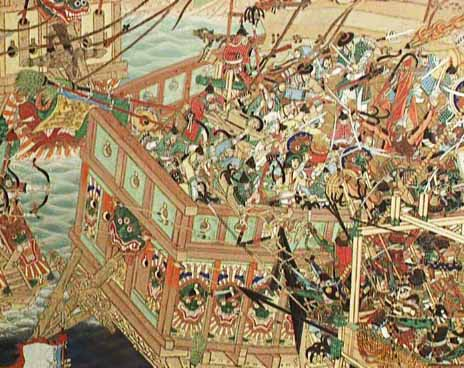
Durant les operacions navals de l'almirall Yi eren rars els enfrontaments en la curta distància.

L'armada coreana va tenir un paper crucial durant la segona invasió, de la mateixa manera que a la primera. Els avenços invasors es van aturar a causa de la manca de reforços i subministraments, resultat de les victòries navals coreanes que van evitar que embarcacions provinents del Japó arribaran a la costa sud-occidental de la península coreana. Igual que durant la primera invasió, la Xina va enviar un gran nombre de vaixells que es van sumar a la defensa del país.

##### Complot en contra de l'Almirall Yi
A causa de les habilitats estratègiques i militars de l'almirall Yi, els japonesos van aprofitar les lleis militars coreanes i les van usar en contra per treure'l del mig. Un doble agent encobert que treballava a Corea va reportar que el general Kato Kiyomasa arribaria en un lloc determinat de la costa amb un gran nombre de tropes, i va insistir que el mateix almirall Yi havia de presentar-se per emboscats. Yi sabia que a l'àrea existien roques de grans proporcions al fons que perjudicarien greument a les embarcacions i es va negar a anar al lloc. A causa d'això, va ser degradat i empresonat pel rei Seonjo per desacatament. El seu lloc va ser ocupat ràpidament per l'almirall Won Gyun, que havia acusat Yi de borratxo i gandul.
El gran historial de Yi va ser factor perquè no fos condemnat a la pena de mort, encara que va ser degradat i obligat a servir sota el comandament de Won Gyun com un soldat comú i corrent.

##### Batalla de Chilcheollyang
Després d'haver substituït l'almirall Yi, Won Gyun va reunir tota la flota coreana -la qual comptava amb més de 100 vaixells per a aquests moments- als afores de Yeosu per anar darrere dels japonesos. Sense una planificació o preparació anterior, Won Gyun i la seva flota van sortir rumb a Busan. Després d'un dia de camí, Won Gyun va ser informat de la presència d'una gran flota enemiga a prop de la zona. Per aquesta raó va decidir anar a trobar ràpidament, tot i els reclams dels seus capitans que es queixaven del cansament dels seus homes.
Durant la batalla de Chilcheollyang, el 28 d'agost de 1597, Won Gyun va rebre l'atac sorpresa de la flota invasora, la qual va utilitzar el foc d'arcabussos i les tècniques d'abordatge tradicional. Afortunadament per al bàndol coreà, l'oficial Bae Soel havia fugit de l'escena amb 13 panokseon. Aquestes últimes naus constituirien el total dels vaixells coreans durant diversos mesos. Won Gyun va ser assassinat durant un enfrontament posterior a la batalla principal amb tropes enemigues a la vora d'una illa. La batalla de Chilcheollyang va ser l'única victòria naval japonesa durant tota la guerra.

##### Batalla de Myeongyang
Després de la severa derrota a Chilcheollyang, el rei Seonjo va decidir reinstal·lar l'almirall Yi en el seu lloc. Quan Yi va haver tornat a Yeosu, va trobar que la seva flota havia estat destruïda gairebé en la seva totalitat i ara només comptava amb 12 embarcacions i 200 homes. Això no va minvar els ànims de l'almirall. Per contra, el 16 setembre 1597 va decidir sortir a enfrontar-se a 130 vaixells enemics a l'estret de Myeongyang.
El resultat d'aquest enfrontament naval, ocorregut el 26 d'octubre, va ser una victòria per a l'exèrcit coreà, el qual va enfonsar almenys 31 embarcacions enemigues. A causa del diferent nombre de vaixells, aquesta batalla és considerada com la victòria més important de l'almirall Yi i coneguda a Corea com «El miracle de Myeongyang».
Degut novament a l'escassetat de provisions i la manca de reforços, l'exèrcit invasor va decidir tornar a la zona de seguretat de la seva línia defensiva a les costes de Gyeongsang.

#### Setge d'Ulsan

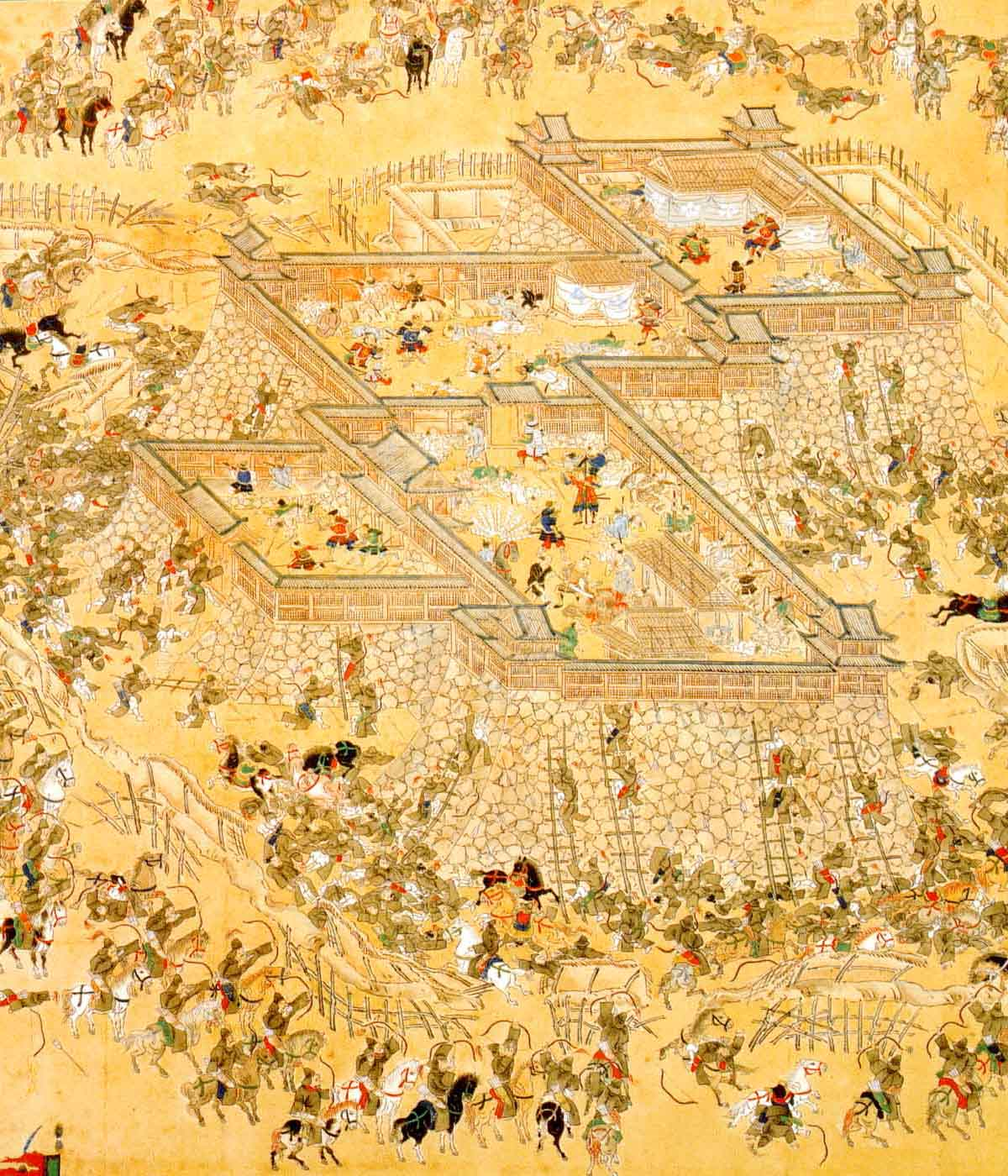
Soldats xinesos i coreans durant l'assalt a la fortalesa d'Ulsan, controlada per tropes japoneses.

Kato Kiyomasa, després de ser informat de la derrota a Myeongnyang, va decidir destruir Gyeongju, l'antiga capital del regne de Silla. Les tropes japoneses van atacar i saquejar la ciutat. Molts objectes de valor i temples van ser destruïts, incloent-hi el temple de Bulguksa. Tot i que a hores d'ara l'aliança Xina-Corea havia replegat les tropes enemigues fins al sud d'Ulsan, els japonesos encara comptaven amb un port important que Kiyomasa havia designat com a punt estratègic per a les seves operacions. En aquest lloc mantenien el control una fortalesa coneguda com a wajō. A diferència de la resta dels castells d'aquest tipus utilitzats pels japonesos, aquest últim encara no havia estat acabat.
Preveient un atac, la guàrdia japonesa, composta per prop de 7.000 homes, va començar els preparatius per a reforçar les defenses. Kiyomasa va assignar a la seva defensa a Kato Yasumasa, Kuki Hirotaka i Asano Nagayoshi, entre els principals. L'assalt per part de la coalició va començar el 29 de gener de 1598. Aquest atac va sorprendre les tropes enemigues encara acampant fora de la fortalesa i sense haver conclòs encara la construcció de les defenses.
Un total de 50.000 soldats aliats gairebé van aconseguir completar la tasca de prendre la fortalesa, però Mori Hidemoto va anar a auxiliar a aixecar el setge, amb el que es van prolongar les hostilitats. Novament, quan semblava que els defensors caurien davant l'enemic a causa de la falta de provisions i menjar, més reforços van arribar al castell. L'exèrcit Ming va decidir retirar-se en el que es considera una victòria japonesa encara que el seu exèrcit va ser severament debilitat.

#### Batalla de Sacheon
Des de la tardor de 1597, la coalició havia evitat que els japonesos assolissin Jiksan (avui Cheonan). Ja sense esperances de conquerir Corea, els comandants samurais van començar a preparar la retirada. Per a començaments de la primavera de 1598, l'exèrcit coreà, juntament amb 100.000 combatents xinesos van començar a reprendre el control de les fortaleses en l'àrea de la costa. El maig de 1598, l'emperador Wanli va enviar una flota sota el comandament de Chen Lin. El juny del mateix any, després de l'informe de Konishi Yukinaga sobre les precàries condicions en què es trobaven, es va donar l'ordre que 70.000 soldats tornessin al Japó, mentre que 60.000 van romandre a Corea, principalment aquells sota les ordres del clan Shimazu, que tenia per líders a Shimazu Yoshihiro i el seu fill Tadatsune. Els soldats japonesos restants van lluitar desesperadament contra la coalició en Suncheon i Sacheon.
L'exèrcit xinès pensava que Sacheon era crític per reprendre la totalitat dels castells, per la qual cosa es va disposar a atacar els invasors el 30 d'octubre. Tot i que l'inici de la guerra els combatents xinesos prenien l'avantatge, la situació va canviar quan reforços van atacar la seva rereguarda i els soldats japonesos, dins de la fortalesa, contraatacar. L'exèrcit Ming va decidir retirar-se amb una pèrdua de 30.000 homes. Després de diversos atacs consecutius, els japonesos van decidir replegar-se i abandonar les fortaleses de les costes.

#### Mort de Hideyoshi
El 18 setembre 1598, Hideyoshi, en el seu llit de mort, va ordenar la retirada de totes les tropes de Corea. El «Consell dels Cinc Regents», un organisme creat per Hideyoshi abans de la seva mort i integrat pels cinc principals dàimios del país, va decidir mantenir en secret la mort del regent per evitar que la moral de les tropes decaigués. Va ser fins a l'octubre quan van enviar el decret als comandants japonesos.

#### Batalla de Noryang
La batalla de Noryang va ser l'última gran batalla de la guerra. La flota de l'almirall Yi s'havia refet de les pèrdues sofertes i ara estaven auxiliats per la flota procedent de la Xina, sota les ordres de Chen Lin. Informes d'intel·ligència van assegurar que 500 vaixells japonesos estaven ancorats en els estrets de Noryang amb l'objectiu de retirar definitivament a les tropes restants. Aprofitant les característiques geogràfiques, Yi i Chen Li van ordenar atacar els vaixells prop de les 2:00 del 17 de desembre de 1598. Per a l'alba, prop de la meitat dels vaixells japonesos havien estat destruïts.
Davant la retirada dels vaixells nipons, Yi va ordenar un atac final on va rebre un tret al pit que li va ferir de mort. Yi va demanar als seus capitans que mantinguessin en secret la seva mort per evitar que la moral de les tropes decaigués, pel que el seu cos va ser cobert amb un escut. Només tres dels seus més propers capitans, incloent-hi el seu cosí, van observar la seva mort.

### Negociacions posteriors

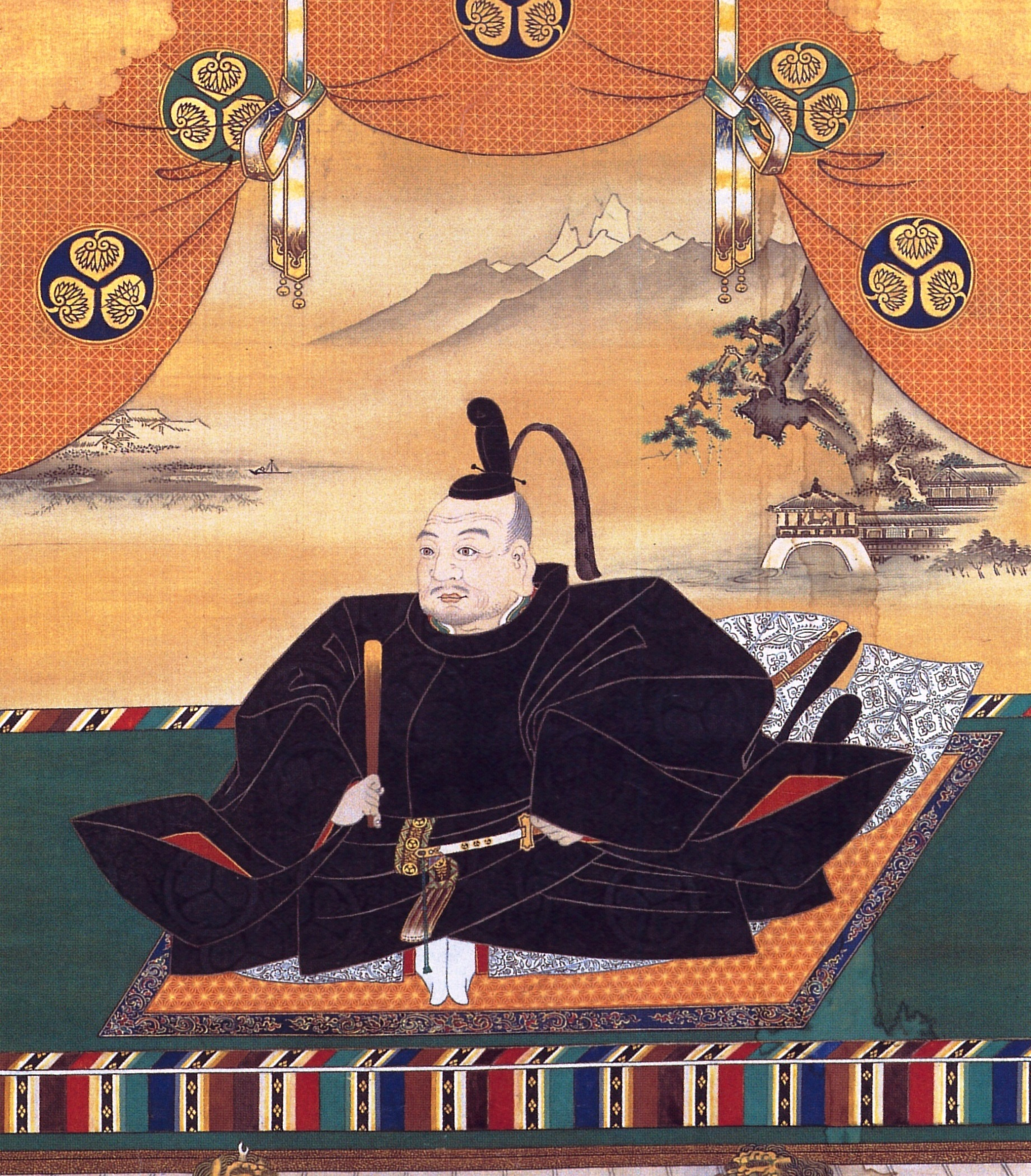
El shōgun Tokugawa Ieyasu formalitzà la pau amb el govern coreà.

Tsushima va veure decaure en gran 
 els ingressos, ja que el comerç amb Corea es va paralitzar. Des de 1599, Yoshitoshi, del clan So, governant de la província, envià quatre missions de pau a Corea. Les tres primeres van ser capturades i els seus integrants van ser portats fins a Beijing com a presoners. L'última missió, enviada el 1601, va poder arribar amb èxit i, com a part de les negociacions de pau, va obtenir la promesa que els capturats se'ls permetria retornar-hi. El principal incentiu per part de Corea per normalitzar les relacions amb Japó era la retirada dels soldats xinesos del seu territori, ja que aquests estaven cometent els mateixos destrosses que l'exèrcit japonès havia ocasionat. Yoshitoshi va alliberar al seu torn a centenars de presoners coreans i, entre els anys 1603 i 1604, va ajudar en les negociacions que es van dur a terme a Kyoto amb Tokugawa Ieyasu, qui fungi ja com a shogun. Dels acords assolits es va aconseguir la repatriació de prop de 3.000 ciutadans coreans.
En 1606, Corea va demanar una carta escrita pel shogun on formalment demanava la pau entre els dos països. A més demanava que es
 extradir a Seül als soldats samurais que havien profanat les tombes reials. Yoshitoshi va enviar un grup de criminals en el seu lloc, i tot i que el govern coreà sabia que aquells no eren els veritables culpables, els desitjos de veure l'exèrcit xinès fora del seu territori els vorejat a enviar ambaixadors novament el 1608. Amb aquesta última visita, centenars de ciutadans coreans van ser alliberats i es van normalitzar les relacions entre ambdós països.

### Conseqüències

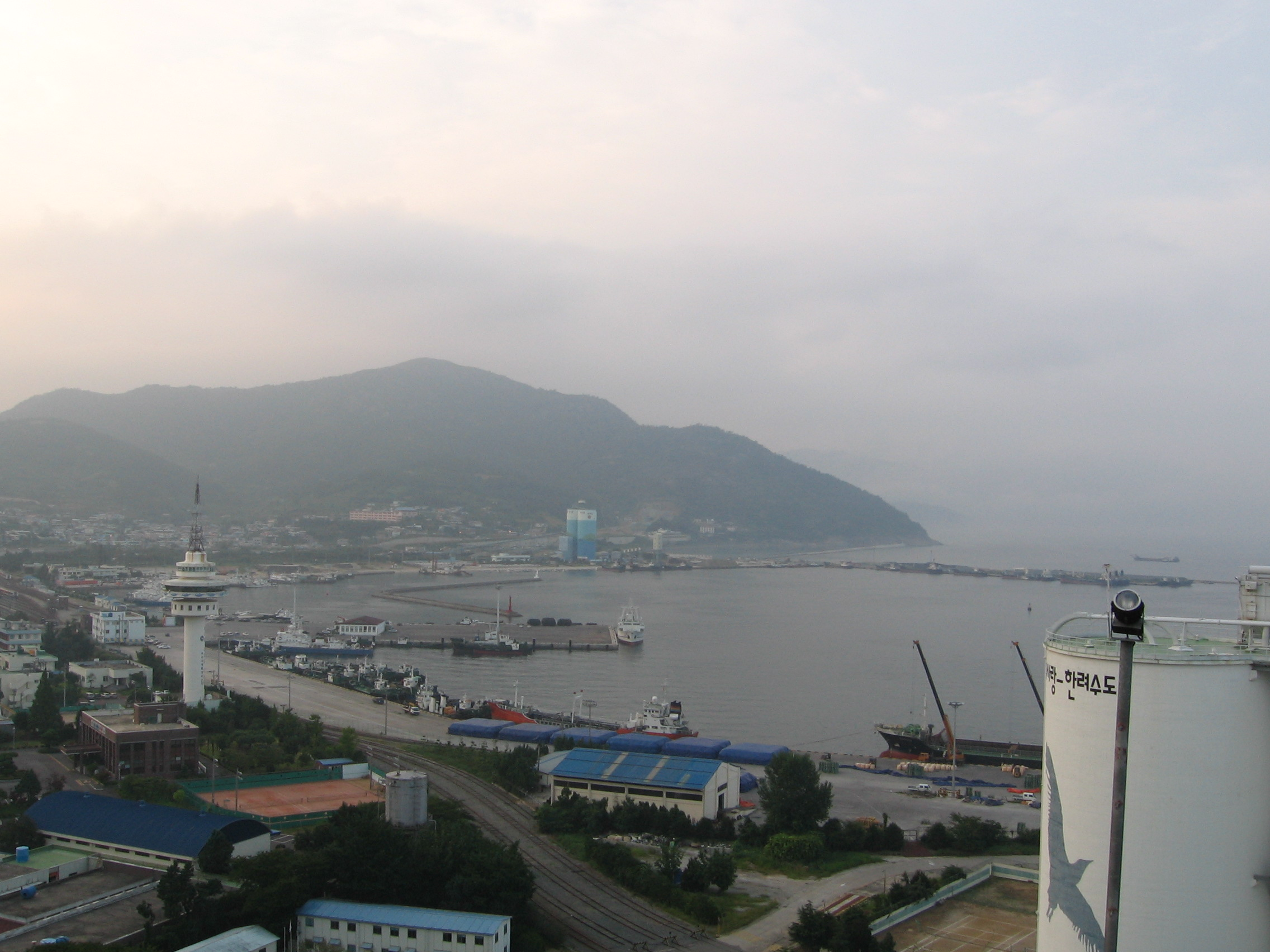
Vista actual de Yeosu, principal centre d'operacions de l'almirall Yi durant la guerra.

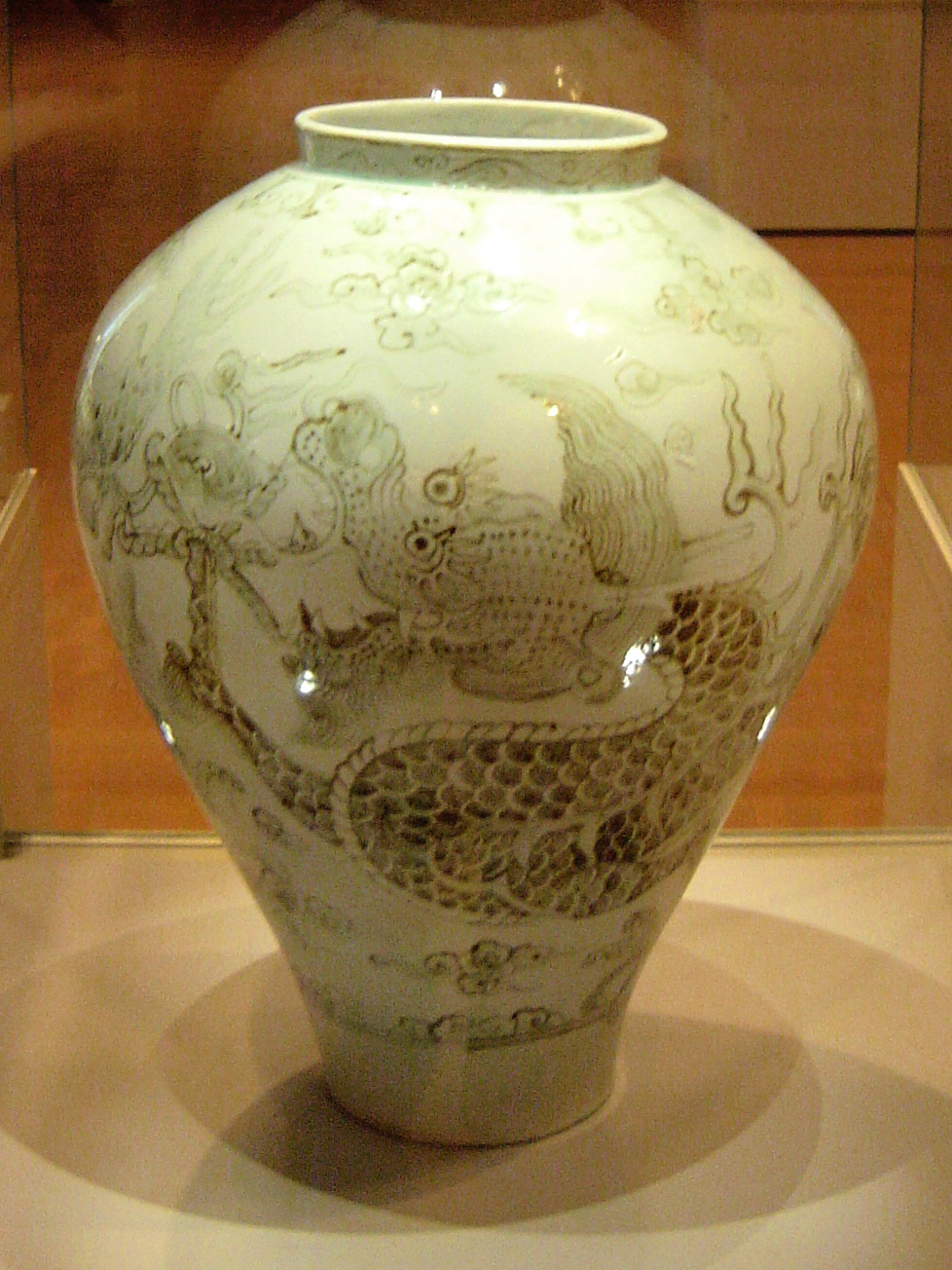
La porcellana i la terrisseria coreana eren molt apreciades al Japó. Molts terrissaires van ser portats contra la seva voluntat a aquell país.

A més de la gran quantitat de pèrdues humanes, Corea va patir un terrible dany cultural, econòmic i a la seva infraestructura. Això va incloure una considerable reducció de la seva terra cultivable, així com la destrucció i confiscació d'importants obres d'art, artefactes i documents històrics, unit al segrest de tècnics i artesans cap a terres japoneses. Durant aquesta època, els palaus principals, Gyeongbokgung, Changdeokgung i Changgyeonggung, van ser incendiats, de manera que el palau Deoksugung va ser utilitzat de manera temporal. D'altra banda, la gran càrrega econòmica que va suposar la guerra per la Xina va afectar severament la seva capacitat militar, el que va contribuir a la caiguda de la dinastia Ming i l'ascens de la dinastia Qing, que va restablir el sistema tributari. Posteriorment, aquesta mateixa dinastia va aconseguir que les relacions comercials entre el Japó i Corea tornessin a entaular.
Aquest esdeveniment va ser el primer a Àsia en el qual es van veure involucrats exèrcits amb nombroses tropes dotades amb armes modernes. Japó va adquirir nova tecnologia de Corea i nous mètodes en terrisseria, així com el forjat d'acer a través d'artesans, acadèmics, farmacèutics que van ser portats al país.
Després de la mort de Hideyoshi, el seu fill Hideyori es va convertir en el líder del clan Toyotomi. El conflicte contra Corea va debilitar en gran el poder i el prestigi del clan en qüestió de mesos, de manera que el Japó es va dividir novament en dos bàndols. Tokugawa Ieyasu, després de guanyar la decisiva batalla de Sekigahara, prengué el poder, i el 1603 va ser nomenat shogun.
Pel que fa a Corea, que va patir el dany més gran entre els tres països involucrats, va veure disminuïda la seva terra cultivable en un 66% respecte a la que tenia abans del conflicte. Aquest fet va deteriorar severament la seva economia. Aquest país va patir més la pèrdua d'importants arxius històrics, artefactes científics i culturals (com el rellotge d'aigua Ja-gyuk-roo). L'extracció d'artesans, a més, va marcar el declivi de l'avanç de la ciència en aquesta nació.
El total de les pèrdues civils i militars va ser estimada en el segle xix per l'historiador Geo H. Jones a un milió de vides humanes. A més s'estima que entre 50.000 i 60.000 ciutadans coreans van ser portats al Japó durant la guerra, i tan sols al voltant de 7.500 van tornar al seu país a través de les negociacions diplomàtiques. Una gran quantitat de presoners van ser venuts a comerciants europeus, principalment portuguesos, qui els van revendre al sud d'Àsia.

### Crueltats i crims de guerra

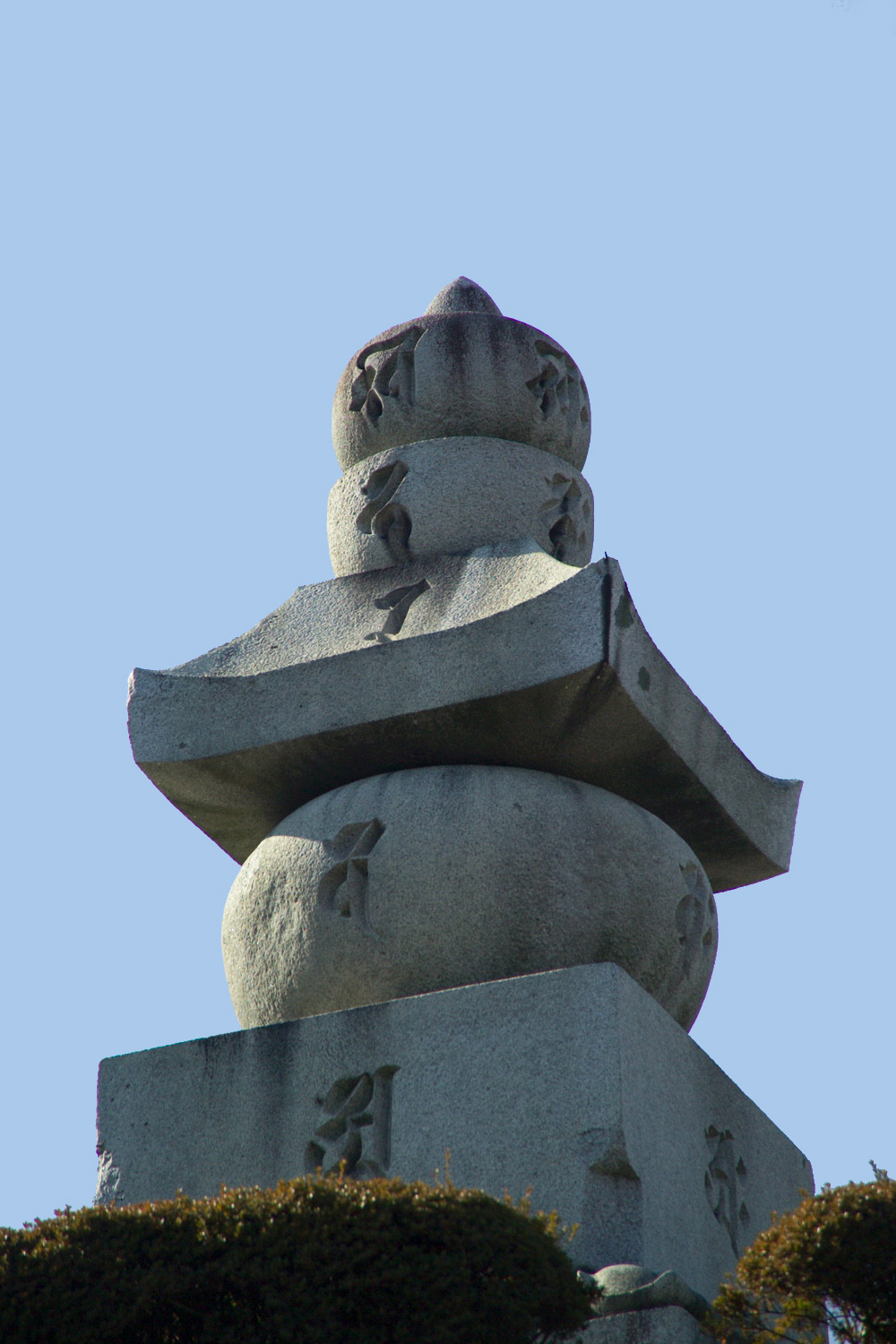
Monument que marca la ubicació del Mimizuka o «túmul d'orelles» a Kyoto, Japó.

D'acord amb narracions d'historiadors contemporanis, durant la guerra, les tropes japoneses van cometre greus crims en contra de la població civil i fins i tot solien assassinar als animals de les granges. Els japonesos tenien una antiga tradició de tallar els caps dels rivals caiguts, però, per qüestions logístiques, aquesta pràctica va ser canviada a tallar només el nas. Aquestes van ser cobertes amb sal i enviades en barrils de fusta. Aquests barrils van ser enterrats en un túmul a prop del «Gran Buda» de Hideyoshi, on romanen al dia d'avui sota el nom equivocat de Mimizuka o «túmul d'orelles».
L'exèrcit xinès va cometre també una sèrie d'atrocitats equiparables a les dels japonesos. Fins i tot van atacar l'exèrcit coreà i a la població civil. Al final de la guerra, la competència entre els dos exèrcits defensors va donar com a resultat una matança de civils a Namhae, per ordres del general Chen Lin, que va acusar els pobladors de col·laborar amb l'exèrcit enemic. El propòsit d'això era el d'augmentar la quota d'enemics assassinats.
A més, diversos bandits i assaltants coreans van aprofitar la situació imperant durant la guerra per saquejar i robar als seus conciutadans.

## L'ordre de la batalla

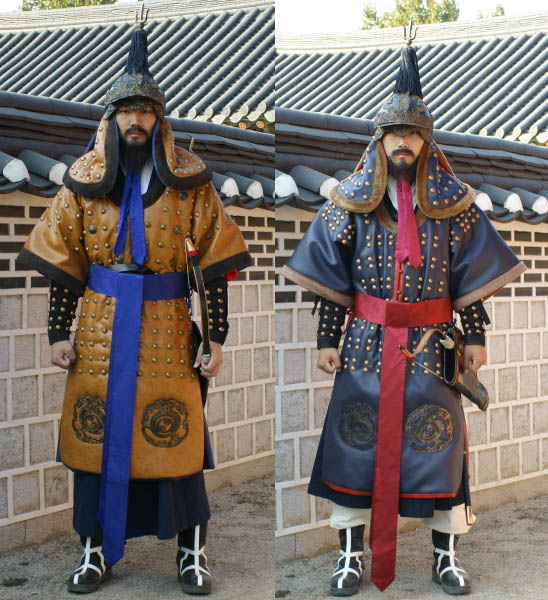
Vestimenta típica d'un arquer coreà en l'època de la dinastia Joseon.

### Capacitat militar
La principal amenaça de la Xina i Corea abans del conflicte el representaven d'una banda els yurchen, que atacaven al llarg de la frontera nord, i de l'altra els pirates japonesos wako, que atacaven els pobles costaners i vaixells mercants. Per respondre als yurchen, els coreans van desenvolupar una flota poderosa, van construir una línia defensiva de castells al llarg del riu Tumen i van prendre el control de l'illa de Tsushima. El sistema defensiu utilitzat durant aquest període de relativa pau va fer que els coreans depenguessin de l'artilleria pesant, de fortificacions i de vaixells de guerra. Amb la introducció de la pólvora durant el regnat de la dinastia Goryeo, Corea va desenvolupar canons molt avançats que eren utilitzats amb efectivitat en combats a alta mar. Tot i que la Xina era el seu principal proveïdor de nova tecnologia militar, Corea sobrepassava la qualitat de la fabricació tant de canons com de vaixells de l'època.
El Japó, d'altra banda, havia estat sumit en un llarg període de conflictes civils per més de cent anys. Aquest període és conegut com a «Sengoku» o «període d'estats en guerra». A causa d'aquests conflictes, la seva orientació militar s'havia enfocat en l'ús d'arcabussos, que havien adoptat dels portuguesos.
Les diferències geopolítiques d'aquests països van contribuir al fet que els japonesos tinguessin gran èxit en els combats a terra i els coreans a alta mar. Ja que el Japó havia viscut conflictes bèl·lics contínuament des de mitjans del segle xv, Hideyoshi tenia mig milió de soldats entrenats a la seva disposició. Aquests, a més, són considerats com l'exèrcit més professional a Àsia de l'època. La percepció que tenia Corea del Japó era el d'un poble caòtic que no suposava cap amenaça real per la seva seguretat. Fins i tot creien que una invasió per part d'aquest país no suposaria major dificultat que els pirates wako que havien combatut i derrotat anteriorment.
Quant a la situació militar a Corea, l'oficial Yu Seong-Ryong assegurava que «no hi havia un general coreà entre cent que sabés els mètodes d'instrucció de soldats». Els soldats estaven desorganitzats i pobrament capacitats i equipats, i eren utilitzats principalment en projectes de construcció, com ara els dels murs dels castells.

### Problemes amb la política de defensa a Corea

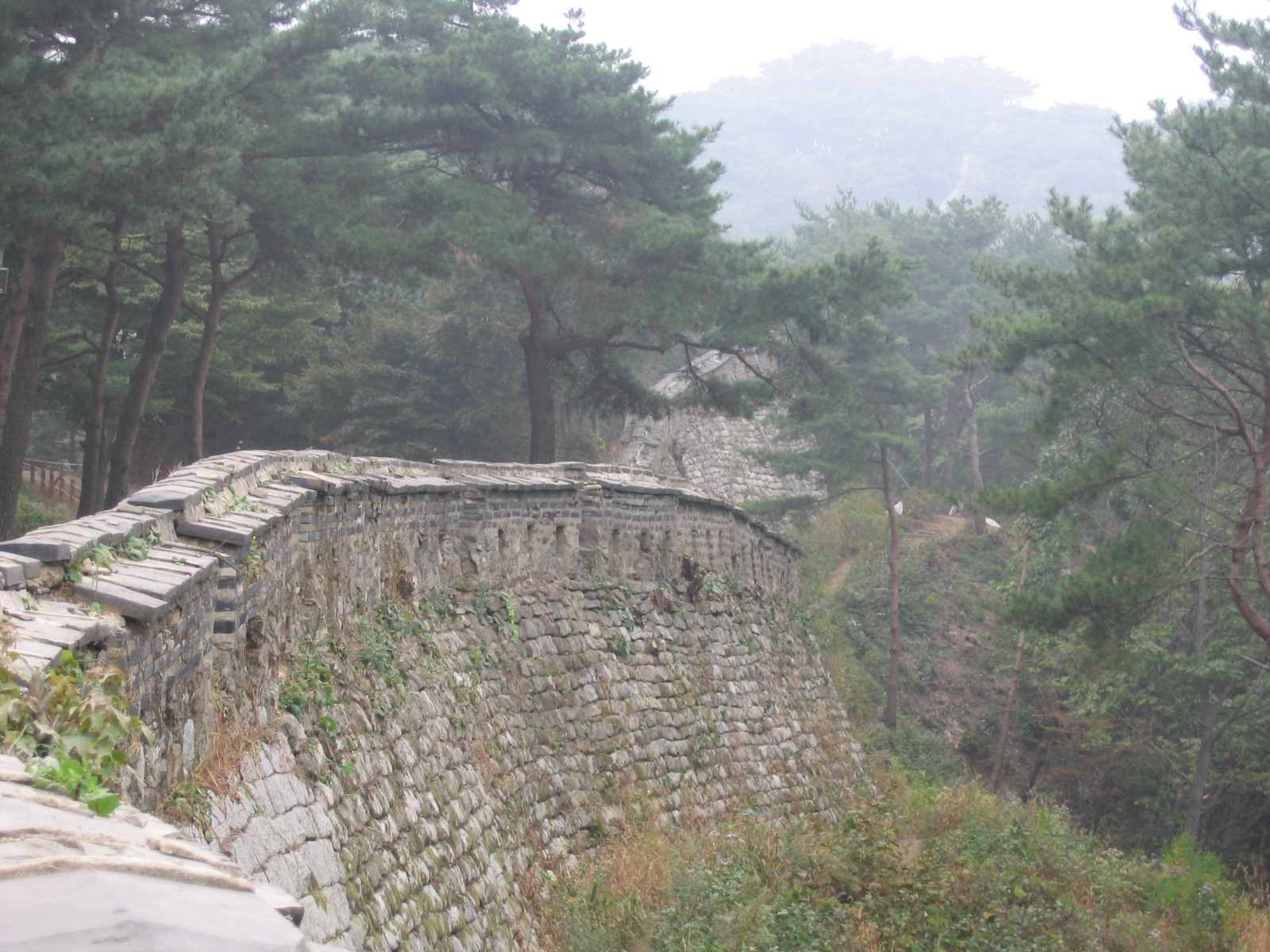
Corea comptava amb alguns castells a les muntanyes, com aquest, a la localitat de Namhansan. No obstant això, moltes altres fortificacions tenien estructures i defenses molt més humils.

Existien diversos problemes amb l'organització de l'exèrcit coreà. Un exemple era el fet que els oficials locals no podien respondre pel seu propi compte a una invasió estrangera, a menys que un general, nomenat directament per la cort, arribés al lloc amb un exèrcit acabat de mobilitzar. Aquesta política tenia molts desavantatges, ja que les forces de l'àrea estaven detingudes fins que arribés a l'escena el comandant assignat amb el seu propi exèrcit i prengués el control. D'altra banda, els generals enviats procedien, en la majoria de les ocasions, d'una altra regió, i per això no estaven familiaritzats amb les condicions topogràfiques, la tecnologia disponible o la mà d'obra existent a la regió envaïda.
Pel que fa als edificis fortificats, el principal tipus de construcció a la península era l'anomenat sanseong o castells de muntanya. Aquest tipus de fortificacions generalment consistia en murs de pedra de poca alçada construïts al voltant de les muntanyes en forma de serpentina.

#### Força de les tropes
Hideyoshi va mobilitzar al seu exèrcit cap al castell Nagoya a Kyūshū, que acaba de ser construït amb l'únic objectiu de servir d'allotjament a les forces invasores i a les reserves. La primera invasió va consistir en nou divisions que comptabilitzaven en total 158.800 homes. D'aquests, 21.500 estaven a les illes de Tsushima i Iki com a reserves.
D'altra banda, la dinastia Joseon només tenia poques unitats militars i la seva defensa depenia en gran manera de la mobilització de ciutadans-soldats en casos d'emergència. Durant la primera invasió, el govern coreà va comptar amb 84.500 tropes regulars, als quals se'ls van unir 22.000 voluntaris irregulars. El govern xinès mai va mantenir més de 60.000 soldats a Corea durant tot el conflicte, mentre que els japonesos van utilitzar al voltant de 500.000 soldats al llarg de tota la guerra.

### Armes

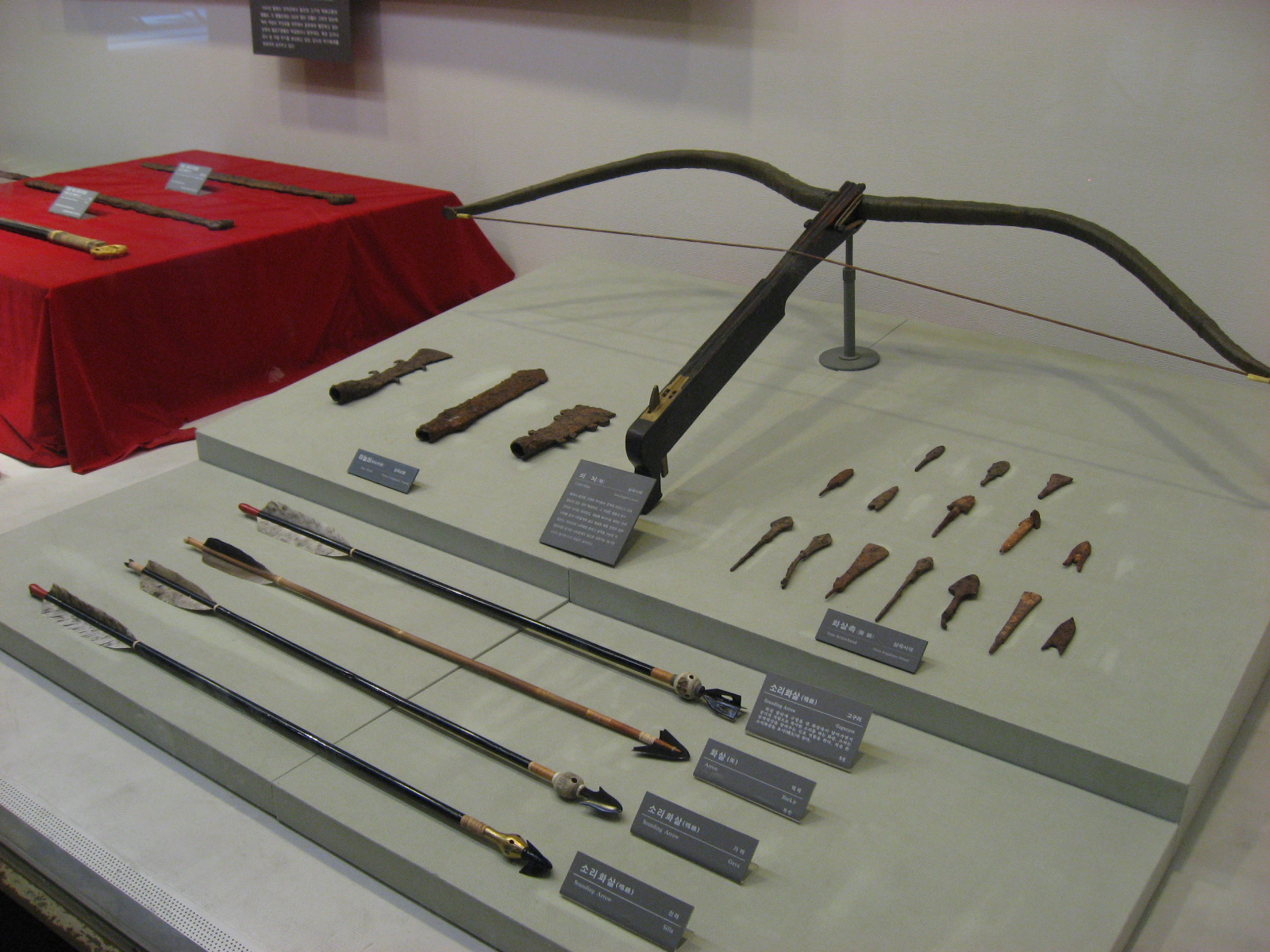
Ballesta coreana de la dinastia Joseon.

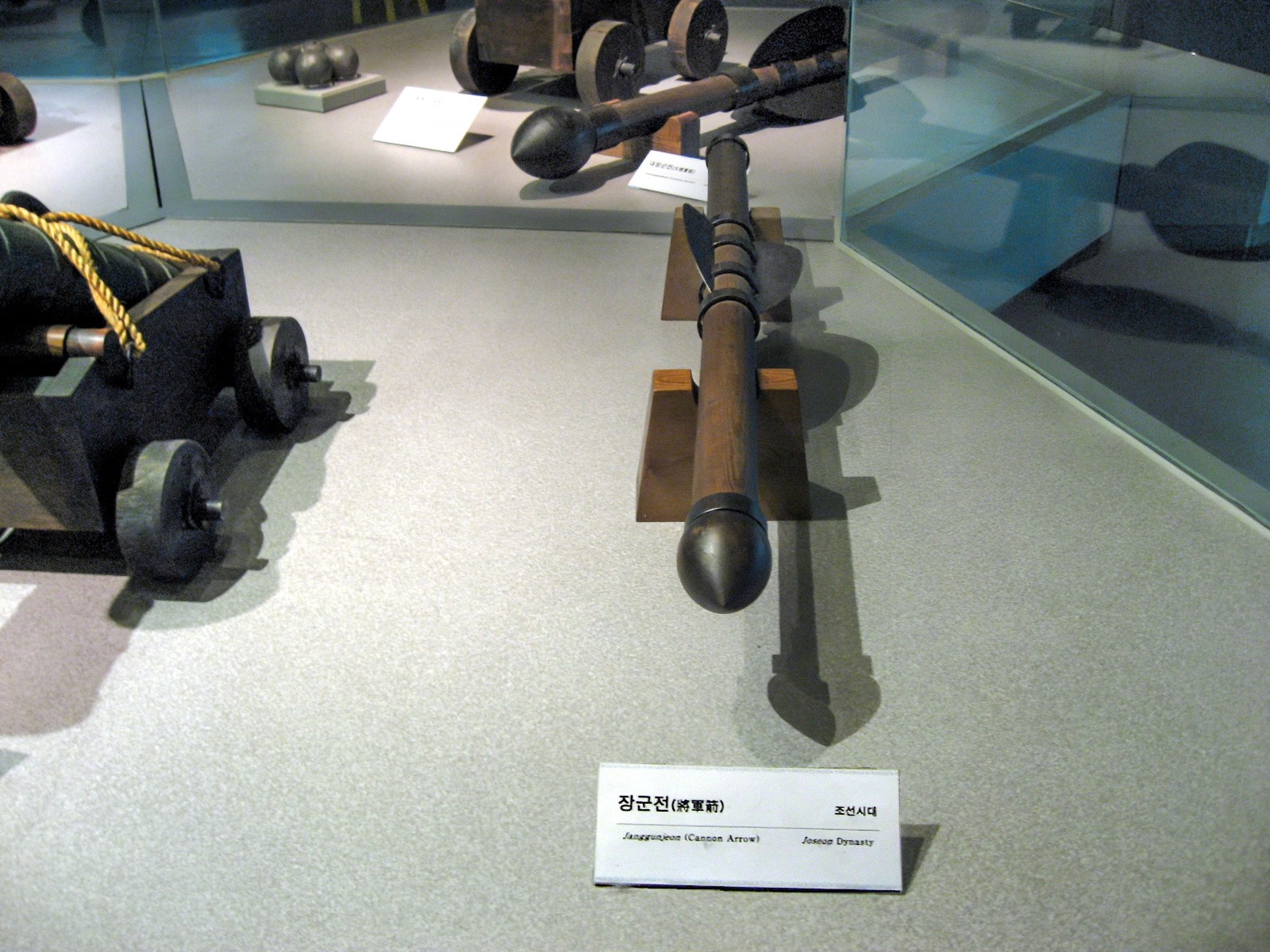
Gran sageta de fusta amb punta d'acer. Aquestes eren disparades des dels canons coreans.

Des de la seva introducció el 1534 per part dels comerciants portuguesos a l'illa de Tanegashima, l'ús de l'arcabús va ser ràpidament adoptat al llarg de tot el Japó. Tant a Corea com a la Xina s'havien utilitzat amb anterioritat armes de foc similars als arcabussos portuguesos, però en models més antics. Aquestes velles armes aviat van entrar en desús i a Corea es va centrar l'atenció en armes de pólvora, principalment per artilleria i tir amb arc. Les armes petites dels soldats coreans eren el canó de mà amb un mecanisme senzill i amb una culata o asta de fusta unida. Després que els diplomàtics japonesos presentaren a la cort coreana els arcabussos com a regals, l'oficial acadèmic coreà Ryu Seong-ryong defengué l'ús d'aquestes noves armes, però la cort coreana no s'adonà del potencial de l'arma. En canvi, els japonesos solien utilitzar els arcabussos junt al tir en arc en les activitats bèl·liques.
La infanteria coreana estava equipada amb espases, llances, tridents, arcs i sagetes. L'arc que utilitzaven les tropes coreanes és considerat com un dels millors del continent en la seva època. Aquestes armes tenien un abast d'uns 460 metres, comparats amb els 270 que arribava l'arc japonès. Malauradament, la tasca de capacitar un soldat en l'ús efectiu de l'arc era molt complex i trigat, al contrari de la capacitació en el maneig de l'arcabús.
La infanteria xinesa feia servir una gran varietat d'armes, a causa de la gran diversitat de situacions a les quals s'enfrontava en el territori de tot l'imperi. Entre les principals armes que es feien servir eren l'arc, la ballesta, l'espasa (fins i tot per la cavalleria), mosquets, bombes de fum i granades de mà.
Al començament de la guerra els japonesos van prendre un significatiu avantatge a causa del gran nombre d'armes de foc amb què comptaven. Aquestes últimes tenien un rang de més de 550 metres i un poder de penetració superior al de les sagetes. A mesura que el conflicte va anar avançant, tant coreans com xinesos van adoptar i van incrementar l'ús de mosquets. Fins i tot s'assegura que els xinesos van desenvolupar una armadura a prova de bales, la qual va ser utilitzada durant la segona invasió.
Corea va desplegar les seves divisions de cavalleria durant la guerra, encara que el resultat va ser molt negatiu. El medi muntanyenc de Corea, unit a la manca tant de grans planes on desplegar el seu atac com de pastures per alimentar els cavalls, a més de l'ús d'armes de foc de llarg abast per part dels invasors, va suposar un gran desavantatge. Els membres de la cavalleria estaven equipats amb Maiala i llances per combat cos a cos, i arcs i sagetes per al combat a llarga distància. La major part de l'acció que va tenir la cavalleria coreana va passar durant la batalla de Chungju, al començament de la primera invasió. En aquesta batalla van ser sobrepassats i vençuts per la infanteria enemiga.
Les divisions japoneses també incloïen cavalleria, algunes vegades equipades amb armes de foc. Això no obstant, la gran majoria estava equipada amb yari, les llances japoneses. Els japonesos no van comptar amb un gran nombre de guerrers a cavall, ja que aquests havien estat dràsticament reduïts durant les batalles internes per l'ús d'armes de trets circulars, tal com a la Batalla de Nagashino.

### Força naval

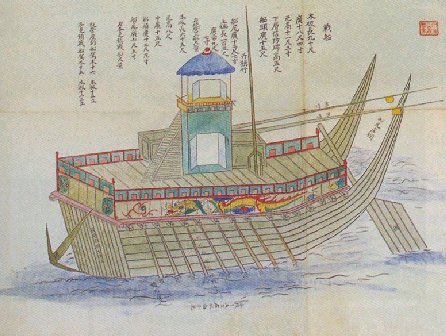
Esbós antic d'un panokseon.

A diferència d'altres àrees dins de l'exèrcit coreà, la seva flota naval era destacable. El lideratge en la tecnologia de fabricació de vaixells i artilleria li van donar a les seves naus un enorme avantatge. A causa de la necessitat que tenien de combatre els pirates japonesos en alta mar, la construcció i millora dels vaixells es va fomentar durant el període Goryeo i va tenir grans avenços durant la dinastia Joseon. Durant la guerra amb el Japó, el panokseon va ser "l'espina dorsal" del poder naval coreà.
A causa de l'absència total de canons en els vaixells japonesos, principalment durant la primera fase de la guerra, la flota coreana podia bombardejar les naus enemigues i mantenir-se fora de l'abast dels arcabussos, sagetes i catapultes enemigues. Fins i tot quan els japonesos van intentar afegir canons a la seva flota, la característica lleugeresa de les seves embarcacions ocasionava que la mida d'aquestes armes no pogués ser massa gran i que la quantitat de les mateixes hagués de ser reduïda.
Les embarcacions japoneses tenien errors bàsics de disseny. Primer que res, la majoria dels vaixells havien estat embarcacions mercants modificades per al transport de tropes. En segon lloc, els vaixells nipons només tenien una vela quadrada (efectiva només amb vents favorables), mentre que les embarcacions coreanes podien ser impulsats per veles o per rems. Un altre factor important era que els vaixells invasors tenien un fons en forma de "V", ideal per obtenir més velocitat, però amb una capacitat de maniobra menor que la que s'aconseguia amb el fons pla utilitzat en els panokseon. Finalment, els vaixells japonesos depenien dels claus per mantenir les taules unides, mentre que a Corea es feien servir estaques de fusta, de manera que els claus es corrien i afluixaven en alta mar i les estaques de fusta s'expandien endurint les unions.
Molt de l'èxit naval coreà és acreditat al lideratge de l'almirall Yi i les seves estratègies de guerra. Amb aquestes va guanyar totes les seves batalles al mar, afectant severament les rutes d'abastament enemic.

## Llegat

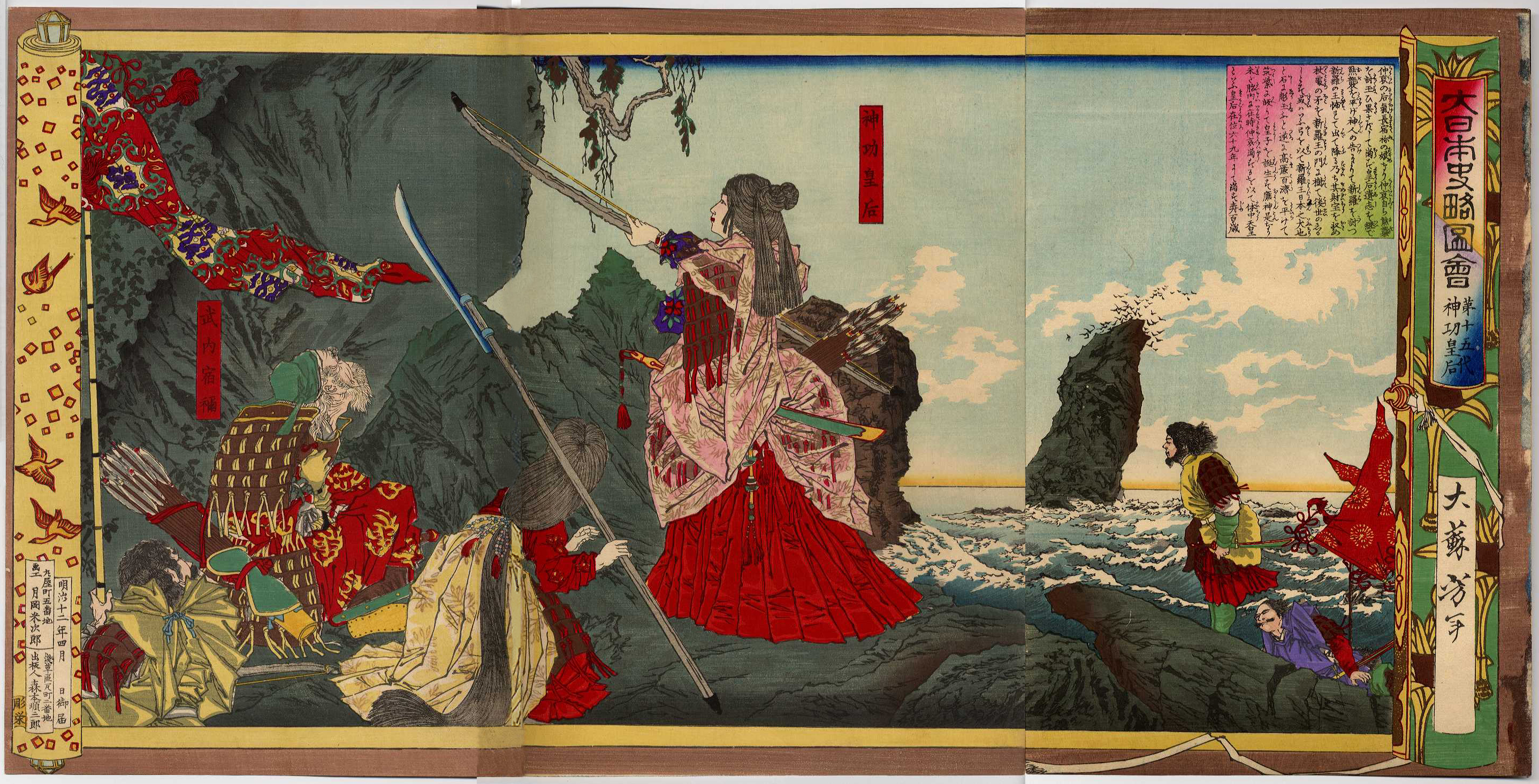
L'emperadriu consort Jingū arribant a Corea. Pintura de 1880.

La guerra va deixar un important llegat en els tres països. Corea va guanyar diversos herois nacionals. L'almirall Yi va ser i encara és objecte de reverència al Japó. Com a exemple d'això, l'almirall Tōgō Heihachirō, famós per la seva victòria en la batalla de Tsushima, durant la Guerra russojaponesa, va anomenar l'almirall Yi «el comandant naval més gran de tota la història». En reconeixement de l'ajuda de la Xina, el poble coreà va construir un altar a l'emperador Wanli, en el qual es van realitzar rituals en honor seu.
A la Xina, els historiadors situen aquesta guerra com una de les «tres grans campanyes punitives» de l'emperador Wanli. Actualment és utilitzada com un exemple de fraternitat entre la Xina i Corea.
Líders japonesos contemporanis justificaren la guerra amb una incursió anterior liderada per l'emperadriu Jingu voltant de l'any 400, assegurant que eren beneïts i sostinguts per Hachiman, el déu de la guerra. Aquesta parcial i temporal ocupació del territori coreà va ser utilitzada per argumentar que Corea sempre havia estat part del Japó. Alguns líders durant finals del segle xix i principis del XX van utilitzar el conflicte com una excusa per a l'ocupació japonesa de Corea. El sentiment anti-japonès al país amfitrió es pot traçar fins al 1592.
En la dècada del 1930, l'antic castell Hideyoshi, el castell Osaka, va ser reconstruït com a museu per commemorar la història militar del Japó. En el context de l'imperialisme japonès, aquesta guerra és considerada com el primer intent del país d'esdevenir una potència mundial. Tant a la Xina com a Corea, la guerra va ser la font d'inspiració de les actuacions contra l'imperialisme japonès del segle xx.

## El conflicte en l'actualitat
Tot i el gran interès en les guerres de l'est d'Àsia, les invasions japoneses a Corea no són gaire conegudes a Occident. L'historiador britànic Stephen Turnbull atribueix aquesta ignorància al fet que se li han posat títols al conflicte com «Invasions Hideyoshi a Corea", tractant el tema simplement com una extensió de la biografia d'aquest personatge, sense donar-li la distinció d'haver estat una guerra a tota l'extensió de la paraula. Alguns llibres tracten el conflicte en tan només algunes línies, havent pocs llibres especialitzats en el tema que aprofundeixin en aquesta història.

### En els mitjans
El conflicte ha servit de tema central d'algunes sèries televisives, gairebé exclusivament a Corea. Una de les més importants sèries de televisió és Bulmyeolui Lee Soon-shin (L'immortal almirall Yi Sun-shin), la qual se centrava en la figura d'aquest heroi nacional. La sèrie va ser televisada en aquest país i als Estats Units en el 2004 i va ser produïda per la KBS (Korean Broadcasting System), els que asseguren que l'audiència als Estats Units va arribar al milió de televidents al llarg del país.
L'any 2007 es va llançar la pel·lícula de terror 그림자 Resurrection of the Butterfly (La resurrecció de la papallona), que centra la història en la vida de Non Gae, una kisaeng que va decidir llançar-se al riu Nam abraçada d'un general japonès després de la victòria japonesa en Jinju, morint ambdós ofegats. Un festival se celebra a Corea des de 1965 en la seva memòria.